# 中津川市

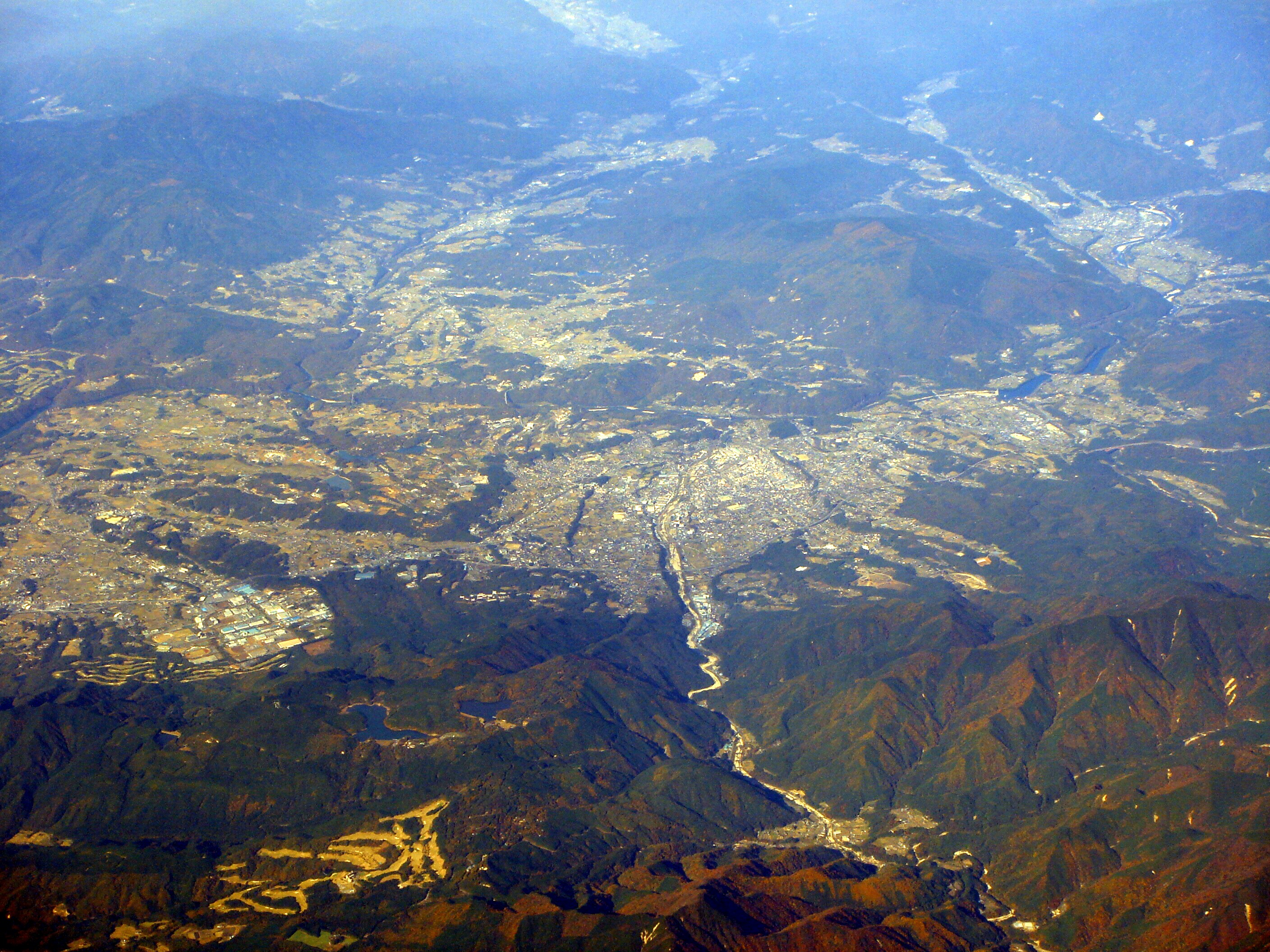
中津川市空撮

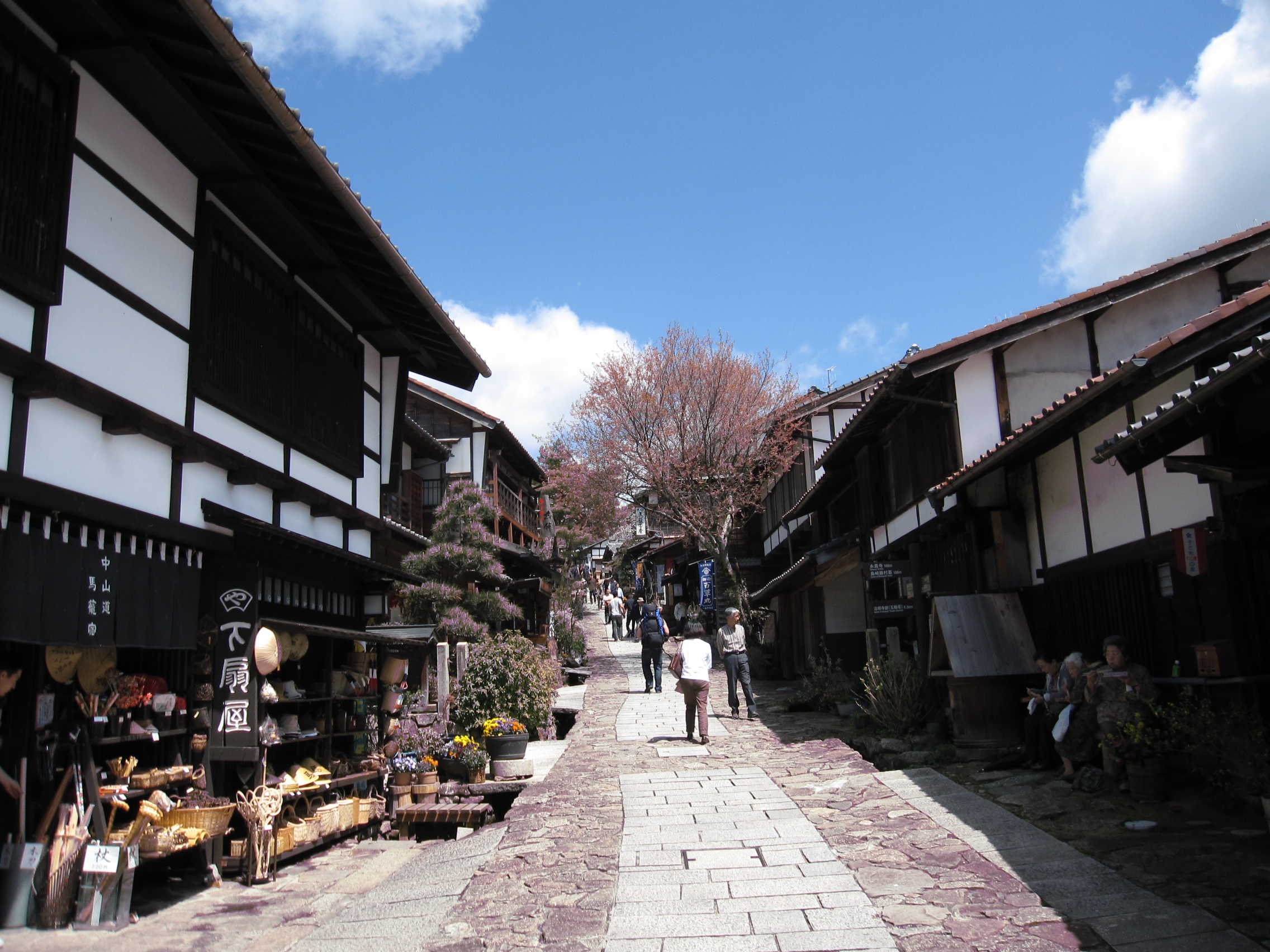
馬籠宿

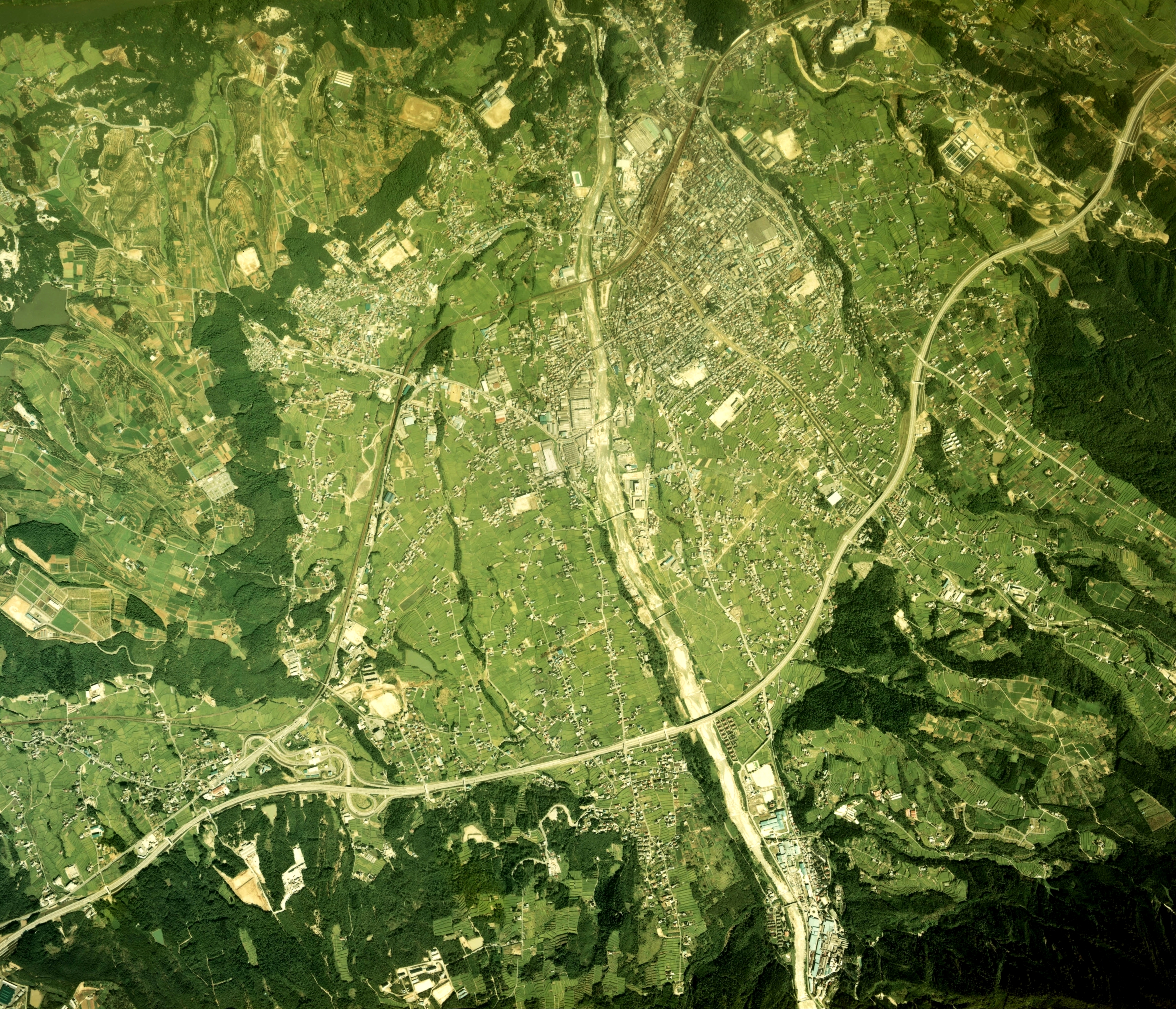
中津川市中心部周辺の空中写真。1976年撮影の2枚を合成作成。。

中津川市（なかつがわし）は、岐阜県の東濃地域にある市。長野県に隣接しており、古くより木曽谷や伊那谷との関係が深い。

## 地理
美濃三河高原にあって丘陵地が多い東濃において、北部と南部を中心に山地が広く分布する点が特徴である。
南部では市の中心部からも見える木曽山脈に属する恵那山 (2,191m) とその前面に前山・保古山など屏風山山系が北東 - 南西方向に連なり、北部では阿寺山地が北西 - 南東方向に山を連ねている。
市の北部は平成の大合併により中津川に編入された恵北（旧恵那郡北部）地域である。
どちらも第四紀における断層運動により形成された断層崖であり、特に恵北地域を縦断する阿寺断層は地学的にも名高い。
最も標高の低い場所で230m、全域として見た場合は、各河川の流下方向に沿うように東から西へ向かって標高が低くなっている。
断層運動によって相対的に沈降した盆地に木曽川支流中津川、四ツ目川が流れ込んで形成された、傾斜のある段丘面上に市街地が分布する坂の多い町。
市域を東西に横断して流れる木曽川と市街地との間には丘陵があり、木曽川とその支流は合流地点周辺において先行谷の様相を示すことが多く、市の西部は苗木花崗岩の奇岩が連なる景勝地・恵那峡を形成している。
市北部・旧恵北地域は、阿寺断層沿いの低地を北から白川（加子母川）付知川・川上川が流れ、南の木曽川に注いでいる。
白川のみは西流し、飛騨川に注いでいる。各河川沿いの低地や段丘面上に集落が連なるように分布している。
中津川市の中心部は、かつて中山道の宿場町・中津川宿として栄えた中津地区である。ここは今日でも宿場町ならではの歴史ある家屋が軒を並べている。
前述の中津川、四ツ目川はそれぞれ恵那山、前山を源流とする河床勾配の大きな急流河川であり、過去に幾度となく氾濫してきた。四ツ目川とは、四回目の氾濫を意味する説がある。宿場町は中央本線の中津川駅よりも少し（20m程）高い場所にあり、1932年の四ツ目川の氾濫により駅周辺が被害を受けた際も助かったとされる。
- 山：恵那山、神坂山、焼山、保古山、奥三界岳、夕森山、笠置山、高時山、小秀山、前山
- 河川：木曽川、付知川、阿木川、白川、川上川、中津川、落合川、四ツ目川、和田川
- 湖沼：根の上湖、保古の湖、阿木川湖、椛の湖、高峰湖、ひょうたん池、神谷池

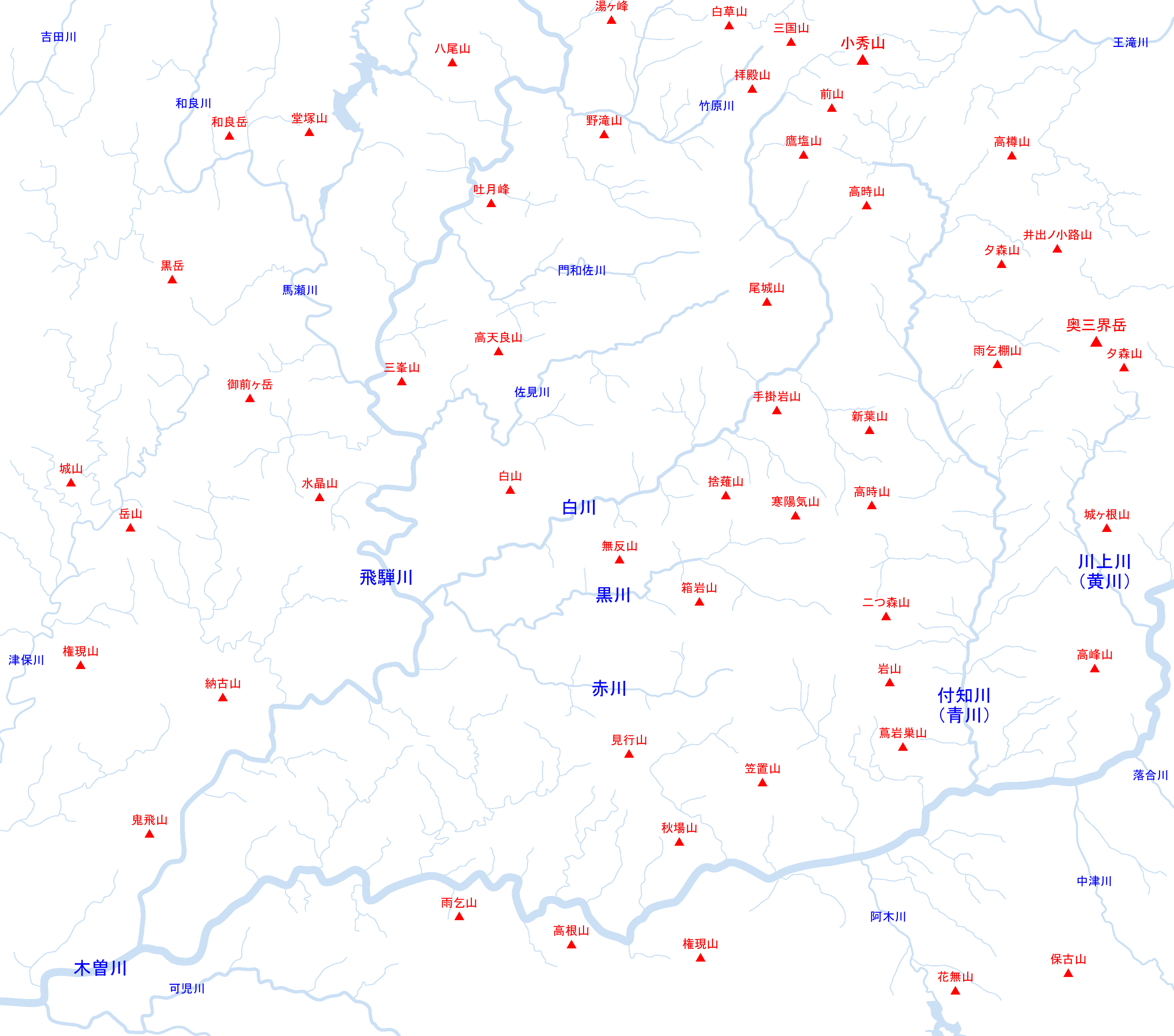
東濃五色川とその周辺の地理

- ダム：落合ダム、大井ダム

### 隣接する自治体
- 岐阜県
  - 恵那市
  - 下呂市
  - 加茂郡白川町、東白川村
- 長野県
  - 木曽郡南木曽町、王滝村、大桑村
  - 下伊那郡阿智村、平谷村

### 気候
| 中津川（2010年 - 2020年）の気候    | 中津川（2010年 - 2020年）の気候 | 中津川（2010年 - 2020年）の気候 | 中津川（2010年 - 2020年）の気候 | 中津川（2010年 - 2020年）の気候 | 中津川（2010年 - 2020年）の気候 | 中津川（2010年 - 2020年）の気候 | 中津川（2010年 - 2020年）の気候 | 中津川（2010年 - 2020年）の気候 | 中津川（2010年 - 2020年）の気候 | 中津川（2010年 - 2020年）の気候 | 中津川（2010年 - 2020年）の気候 | 中津川（2010年 - 2020年）の気候 | 中津川（2010年 - 2020年）の気候 |
| 月                                 | 1月                             | 2月                             | 3月                             | 4月                             | 5月                             | 6月                             | 7月                             | 8月                             | 9月                             | 10月                            | 11月                            | 12月                            | 年                              |
| ---------------------------------- | ------------------------------- | ------------------------------- | ------------------------------- | ------------------------------- | ------------------------------- | ------------------------------- | ------------------------------- | ------------------------------- | ------------------------------- | ------------------------------- | ------------------------------- | ------------------------------- | ------------------------------- |
| 最高気温記録 °C （°F）             | 14.8 (58.6)                     | 20.0 (68)                       | 25.3 (77.5)                     | 29.3 (84.7)                     | 32.9 (91.2)                     | 37.0 (98.6)                     | 39.2 (102.6)                    | 38.8 (101.8)                    | 36.5 (97.7)                     | 31.3 (88.3)                     | 25.6 (78.1)                     | 21.8 (71.2)                     | 39.2 (102.6)                    |
| 平均最高気温 °C （°F）             | 6.9 (44.4)                      | 8.6 (47.5)                      | 13.5 (56.3)                     | 18.6 (65.5)                     | 24.4 (75.9)                     | 27.0 (80.6)                     | 30.6 (87.1)                     | 32.4 (90.3)                     | 28.0 (82.4)                     | 22.2 (72)                       | 15.8 (60.4)                     | 9.2 (48.6)                      | 19.8 (67.6)                     |
| 日平均気温 °C （°F）               | 1.1 (34)                        | 2.3 (36.1)                      | 6.5 (43.7)                      | 11.7 (53.1)                     | 17.5 (63.5)                     | 21.0 (69.8)                     | 25.0 (77)                       | 26.1 (79)                       | 22.1 (71.8)                     | 16.1 (61)                       | 9.4 (48.9)                      | 3.6 (38.5)                      | 13.5 (56.3)                     |
| 平均最低気温 °C （°F）             | −3.5 (25.7)                     | −2.7 (27.1)                     | 0.7 (33.3)                      | 5.5 (41.9)                      | 11.1 (52)                       | 16.4 (61.5)                     | 20.9 (69.6)                     | 21.9 (71.4)                     | 17.7 (63.9)                     | 11.4 (52.5)                     | 4.3 (39.7)                      | −0.8 (30.6)                     | 8.6 (47.5)                      |
| 最低気温記録 °C （°F）             | −10.4 (13.3)                    | −10.2 (13.6)                    | −6.8 (19.8)                     | −4.2 (24.4)                     | 1.3 (34.3)                      | 7.6 (45.7)                      | 16.5 (61.7)                     | 15.8 (60.4)                     | 7.9 (46.2)                      | 0.7 (33.3)                      | −3.1 (26.4)                     | −8.4 (16.9)                     | −10.4 (13.3)                    |
| 降水量 mm （inch）                 | 59.0 (2.323)                    | 90.6 (3.567)                    | 141.0 (5.551)                   | 165.3 (6.508)                   | 153.8 (6.055)                   | 219.5 (8.642)                   | 289.7 (11.406)                  | 240.1 (9.453)                   | 241.8 (9.52)                    | 178.5 (7.028)                   | 91.4 (3.598)                    | 76.1 (2.996)                    | 1,907.1 (75.083)                |
| 平均降水日数 （≥1.0 mm）           | 5.9                             | 7.7                             | 10.1                            | 10.5                            | 9.9                             | 13.8                            | 15.5                            | 12.9                            | 11.6                            | 9.9                             | 7.5                             | 8.7                             | 124.3                           |
| 平均月間日照時間                   | 160.8                           | 160.9                           | 195.3                           | 191.2                           | 230.3                           | 157.3                           | 167.8                           | 195.3                           | 160.1                           | 164.4                           | 154.6                           | 137.3                           | 2,077.9                         |
| 出典1：Japan Meteorological Agency |                                 |                                 |                                 |                                 |                                 |                                 |                                 |                                 |                                 |                                 |                                 |                                 |                                 |
| 出典2：気象庁                      |                                 |                                 |                                 |                                 |                                 |                                 |                                 |                                 |                                 |                                 |                                 |                                 |                                 |

## 地区
中津川市の地名も参照。
中津（なかつ）
古くは中山道中津川宿に由来する市の中心市街地。市役所などの官公庁、銀行、JR中央本線中津川駅、大型ショッピングセンター、西隣の坂本地区との境界付近に市民病院や中央道中津川ICなどがある。
東西に走る国道19号は片側2車線の中津川バイパスとして市街地を避けて南東を迂回する形で整備されており、市内のロードサイド店は当バイパスに集中している。
秋になると栗きんとんの販売が始まり、当バイパス沿いの「すや」、「川上屋」の駐車場には多数の観光バスが停車している。
国道257号の城山大橋が無料開放されて苗木以北の地域とのアクセスが向上した。
中津川駅は市内各所および恵那市との間のバス交通の拠点である。
中津川の右岸に王子マテリア中津川工場、下水処理場が立地している。一方同じ右岸でも上流にある本町公園には桜が植えられており、市内の花見スポットとなっている。
なお、中津川左岸には三菱電機の工場群が立地している。
子野川流域には東濃用水の中津川浄水場が立地している。
毎年1月10日には十日えびすが、8月12日・13日にはおいでん祭が開催される。
北部を東西に木曽川が流れ、南部には屏風山断層の活動によって隆起した山々が連なってそびえる。その影響で市街地も南高北低の急斜面上に形成されている。
本来はこの「中津」というのがここの地名で、市名である「中津川」は川の名前であるが、大分の中津市との重複や中津川宿の名から「中津川」となった。そのため、学校名や企業名には「中津○○」というものも多い。中津川上流部の川上（かおれ）も当地区に含まれる。人口は28,653人。
坂本（さかもと）
旧恵那郡坂本村。
江戸時代は中山道：中津川 - 大井宿間の間の宿として栄えた（茄子川の東町、中町地区）。市の西部、中津・恵那両市街地の中間に位置し、恵那市と接する。
国道19号やJR美乃坂本駅があり通過交通量が多い。
中津地区と同様、中津川バイパスが中心部の南を迂回しており、旧19号は市道などに置き換わっている。中津川バイパスは2012年、全線で片側2車線となる予定である。
国道19号深沢交差点の南に中津川中核工業団地が立地している。工業団地内に中日新聞の印刷工場、八百健市場、大型パチンコ店 (VEGAS) が存在する他、中津川公園として整備され、多目的ホールの「東美濃ふれあいセンター」や、野球場などが存在する。ただし、美乃坂本駅からのバス便はなく、バスで訪れる際は中津川駅を利用する必要がある。
南部の保古山からなだらかな緩斜面が広がるため、中津川市の中では比較的平坦な田園地帯だが、北部は赤土地層の高台になっており、北端で急崖となって木曽川へ落ち込んでいる（恵那峡）。
保古山周辺は根の上高原として観光地化されている。東海丘陵要素植物群であるハナノキ、シデコブシが多く分布する。特に地区内におけるハナノキの自生範囲は広い。
なお、リニア中央新幹線の岐阜県での駅が美乃坂本駅付近に設置される予定である。人口は12,681人。増加率は市内で最も高い
阿木（あぎ）
旧恵那郡阿木村。市の南端に位置する。地区の中心では恵那方面へ流れる阿木川に沿って集落が存在する。
中津市街地とは根の上高原で遮られており、国道363号で結ばれてはいるが急勾配・急カーブで幅員狭小なため便は悪く、市中心部との間のバス路線もない。
そのため、恵那市との結びつきが強い。また明知鉄道阿木駅、飯沼駅がおかれているが、それも恵那市へと伸びている。人口は2,824人。
苗木（なえぎ）
旧恵那郡苗木町。中津・坂本の両地区の北部に位置し、木曽川を挟んで接している。
江戸時代には苗木藩がおかれたが、小藩で石高の小さい藩が支配していた町だったため苗木に城下町の風情はあまり残っていない。
苗木花崗岩と呼ばれる貫入花崗岩が局所分布しており、西隣の蛭川地区とともに花崗岩ペグマタイト鉱物の日本三大産地の一つとして知られる。花崗岩質の土壌が広く露出しているため、全国有数の自然放射線量の高さを誇る。人口は6,545人。
落合（おちあい）
旧恵那郡落合村。市の東部、落合川が木曽川に合流する付近の河岸段丘上に集落が広がる。
江戸時代まで中山道落合宿として栄え、木曽路の入口であった。
国道19号が通過し、JR中央本線落合川駅がある。東濃用水の落合取水場がある。阿寺断層と屏風山断層が近接する地域でもあり、落合川沿いには棚田が分布する。
市内では桃の産地として知られるが耕作放棄地も多く、サルの被害にも悩まされている。人口は4,451人。
神坂（みさか）
昭和の大合併の際に旧長野県西筑摩郡神坂村から越県合併した地区。市域の最東端である。落合地区の南東部に位置し、落合川の上流、恵那山の南西山麓に点在する山村集落。
中央自動車道恵那山トンネルの岐阜県側入口があり、長野県との県境をなす。最澄が817年に設けた「広済院」があったと思われる所を寺領とした比叡山延暦寺の「飛び地境内」がある。元来の地名は湯舟沢といい、地区内に中津川温泉クアリゾート湯舟沢がある。人口は953人。
山口（やまぐち）

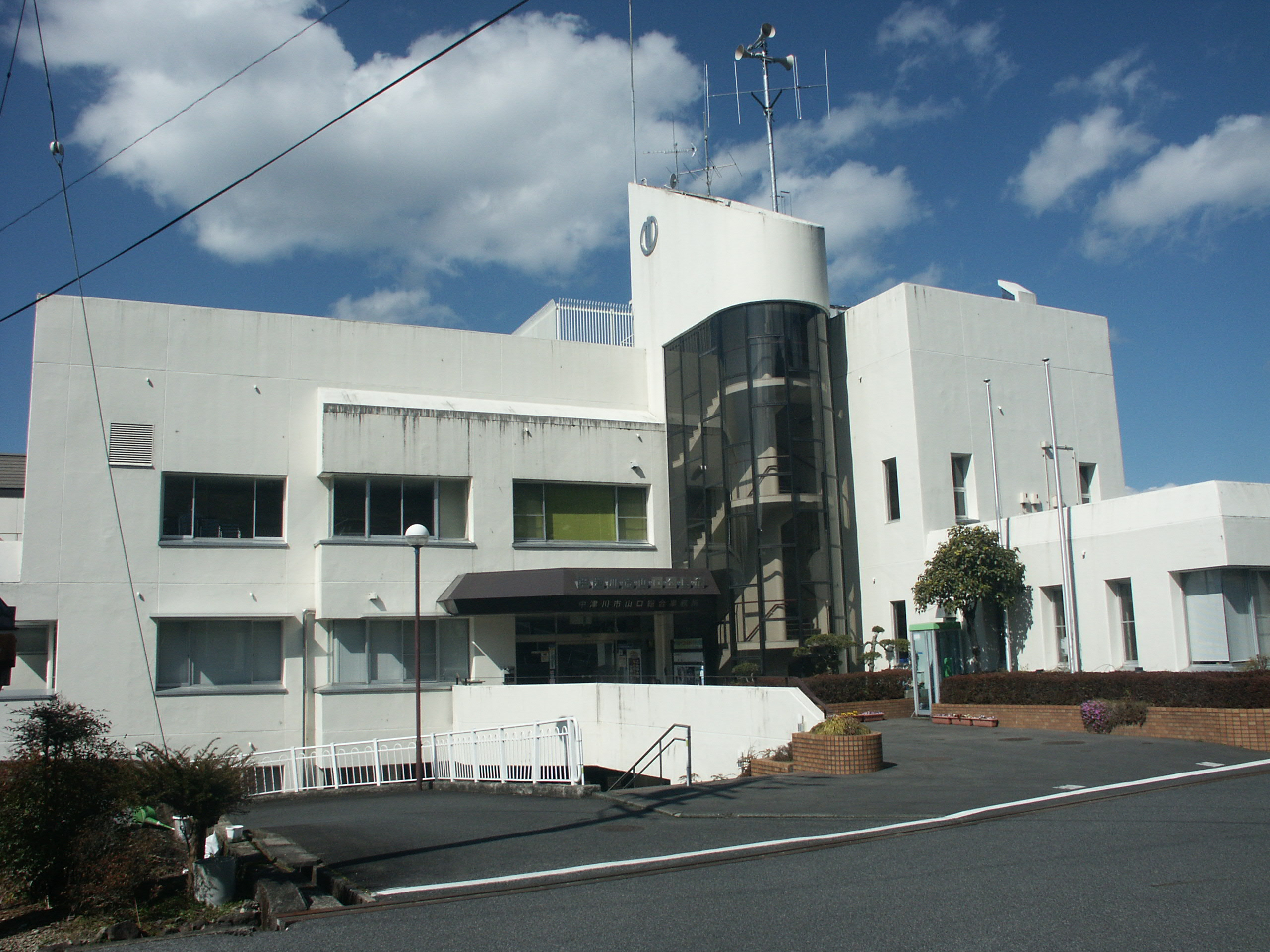
山口総合事務所・山口公民館

旧長野県木曽郡山口村の中心地。落合地区の北部、木曽川の左岸に南北に集落が集まっている。
国道19号が通過し交通量が多い。JR中央本線も通過しているが駅は置かれていない。馬籠もこの地区に含まれる。人口は2,075人。
坂下（さかした）

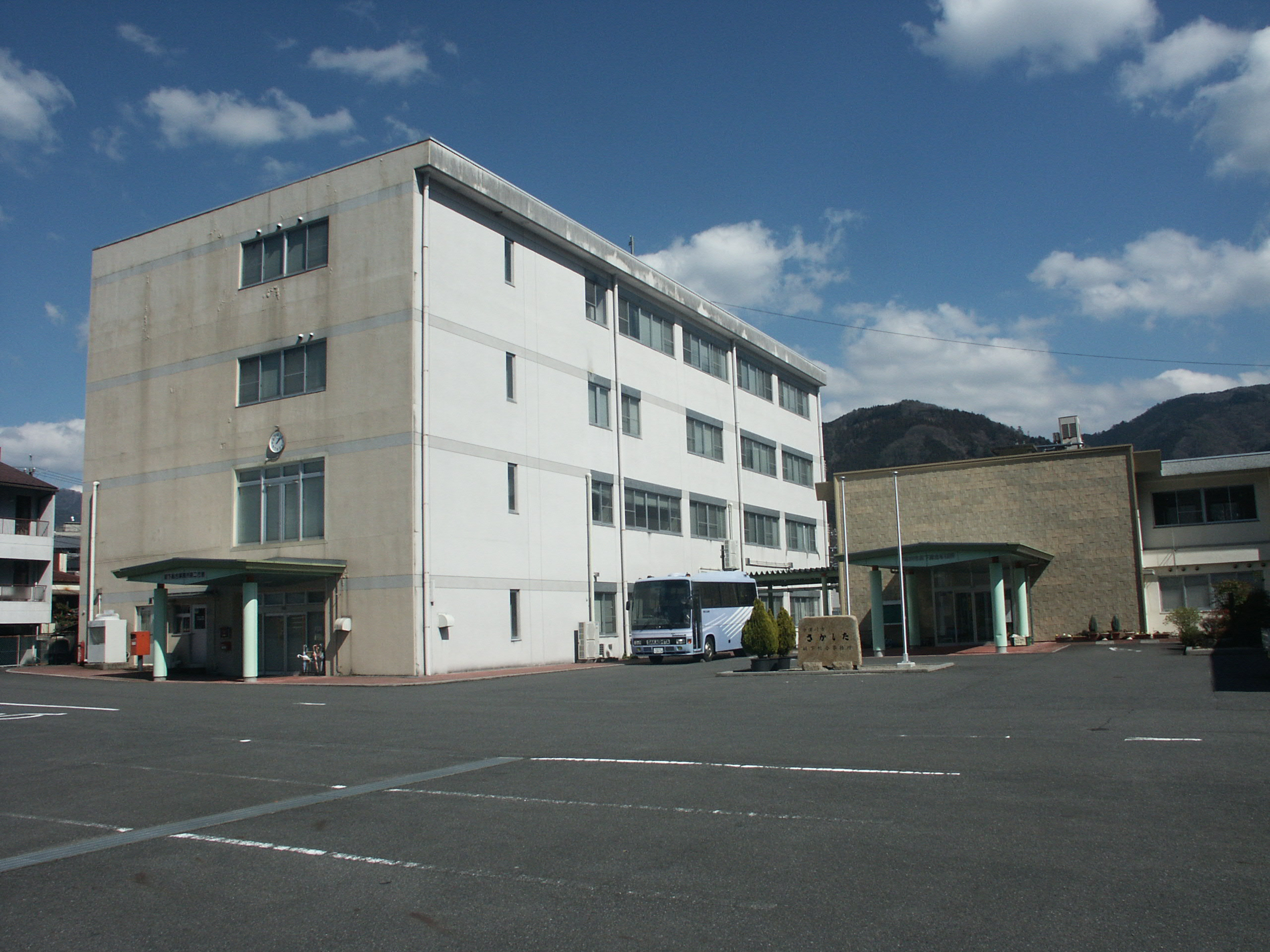
坂下総合事務所

旧恵那郡坂下町。木曽川右岸にあり、川を挟んで山口地区に面する。
長野県との県境で木曽郡南木曽町と接する。国道19号が中心部のすぐ近く（弥栄橋の先、山口地区）を通り、JR中央本線坂下駅がある。
木曽川の複数の河岸段丘に集落が広がる、文字通り坂の町。段丘面上には阿寺断層の明瞭な断層崖が走る。人口は5,605人。
川上（かわうえ）
旧恵那郡川上村。坂下から川上川を国道256号で北に進むとたどり着く。夕森公園など、清流と美しい山林に恵まれた地区。東側は長野県だが阿寺山地を挟んでおり、直接の往来は困難である。人口は997人。
蛭川（ひるかわ）
旧恵那郡蛭川村。木曽川を挟んで恵那市街地の北部に位置し、人の流れも恵那市の方が結びつきが強いが、他の恵北町村に倣って中津川市と合併した。
南端では木曽川が恵那峡を形成し、北端では遠ヶ根峠を挟んで加茂郡白川町と接する。
良質の花崗岩を産するため採石・石工業が盛んである。かつては遠ヶ根鉱山、恵比寿鉱山などの鉱山があったが、現在は閉山している。人口は3,872人。
福岡（ふくおか）
旧恵那郡福岡町。苗木の北、蛭川の東、坂下の西に位置する。
地区を南北に付知川が流れ、川に沿うように国道256号・国道257号が走る（川上地区から西進してきた国道256号が福岡地内で国道257号と合流し重複区間となって北上する）。恵北の中では比較的広い段丘面が分布しており、のどかな景観を形成している。人口は7,379人。なおアクセントは九州の福岡と異なり、平板。
付知町（つけちちょう）
旧恵那郡付知町。福岡の北にあり、清流・付知川を発し、上流部では付知峡の渓谷美をなす。
阿寺断層の断層谷を流れる付知川に沿って集落は南北に長く、南部は「下付知」、北部は「上付知」と呼ばれる。
東側は長野県、西側は加茂郡白川町・東白川村と接しているがいずれも急峻な山地を挟んでいるため、交通の便は南北を走る国道256号・257号が主役である。中津川市中心部へは北恵那交通バスが福岡、苗木を経由して南下する路線を持っている。人口は6,949人。
加子母（かしも）

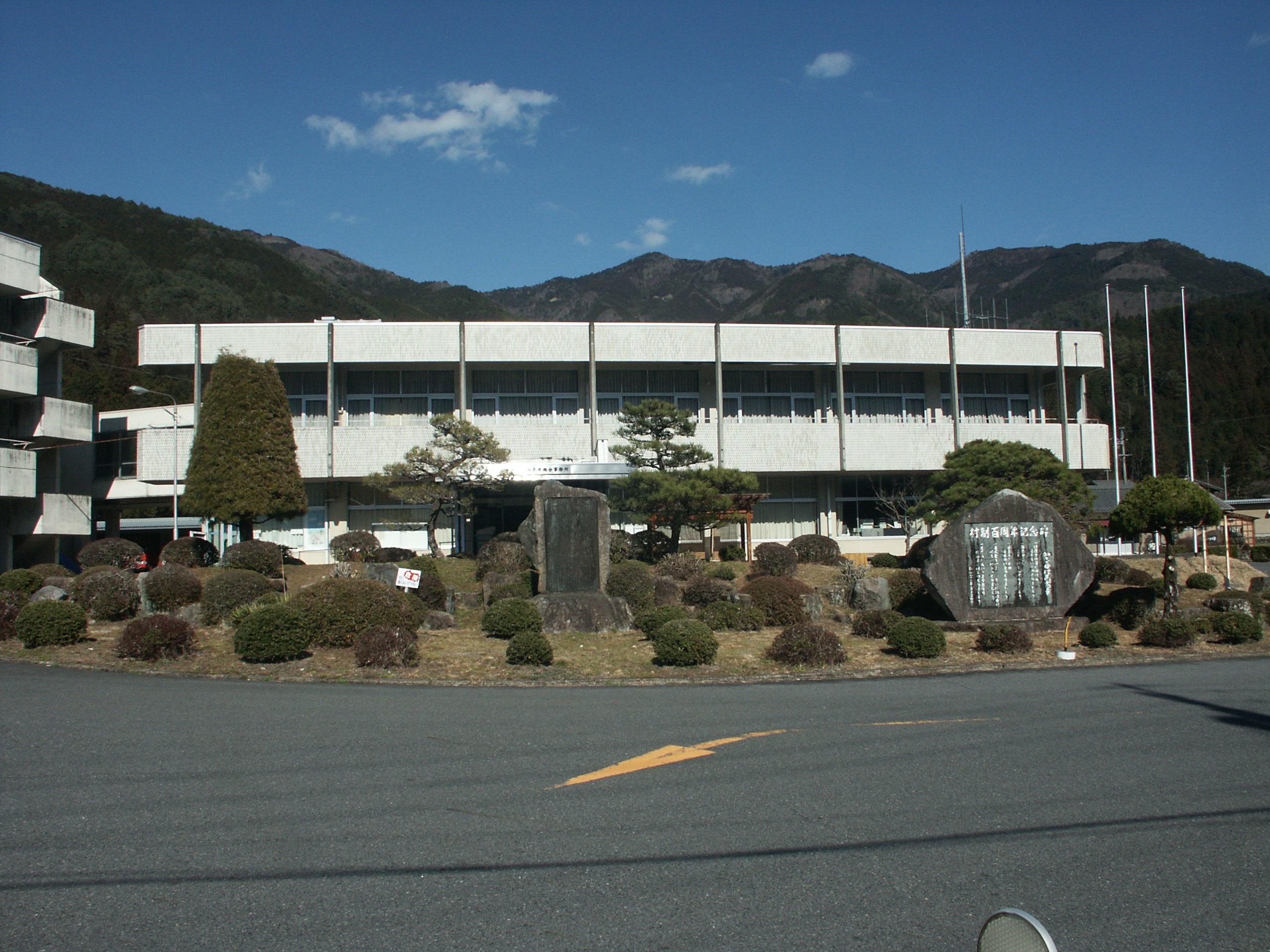
加子母総合事務所

旧恵那郡加子母村。広大な中津川市の最北端で市の中心部からはバスで1時間ほどである。市域の最西端でもあるが市の西部と認識されることは少ない。国道256号を北上し、塞の神峠をトンネルで超えるとたどり着く。
南は付知町、西は東白川村、北は下呂市に接する。
地区内を流れる白川は、他の河川とは異なり東白川村方面へ西流し飛騨川に合流する。国道256号は加子母地内で西へ折れ、加茂郡東白川村へと通じ、国道257号が下呂市へと北上している。
東濃ひのきの一大産地であり、トマトをはじめ農業も盛んな第一次産業の村。地歌舞伎の風習が残る。人口は3,500人。
旧恵那郡坂下町・川上村・加子母村・付知町・福岡町・蛭川村の3町3村を、恵北（けいほく）という。

## 沿革

### 自治体の変遷
- 明治7年（1874年）9月[3]
  - 日比野村が改称して苗木村となる。
  - 筑摩県筑摩郡山口村が、田立村と合併。筑摩県筑摩郡山田村となる。
- 明治8年（1875年）1月 - 以下の各村の統合が行われる[4]。（63村）
  - 瀬戸村 ← 上地村、瀬戸村
- 明治12年（1879年）2月18日 - 岐阜県で郡区町村編成法が施行となる。
- 明治14年（1881年）2月 - 長野県西筑摩郡山田村から田立村が分離。長野県西筑摩郡山口村となる。

### 町村制施行以降の沿革

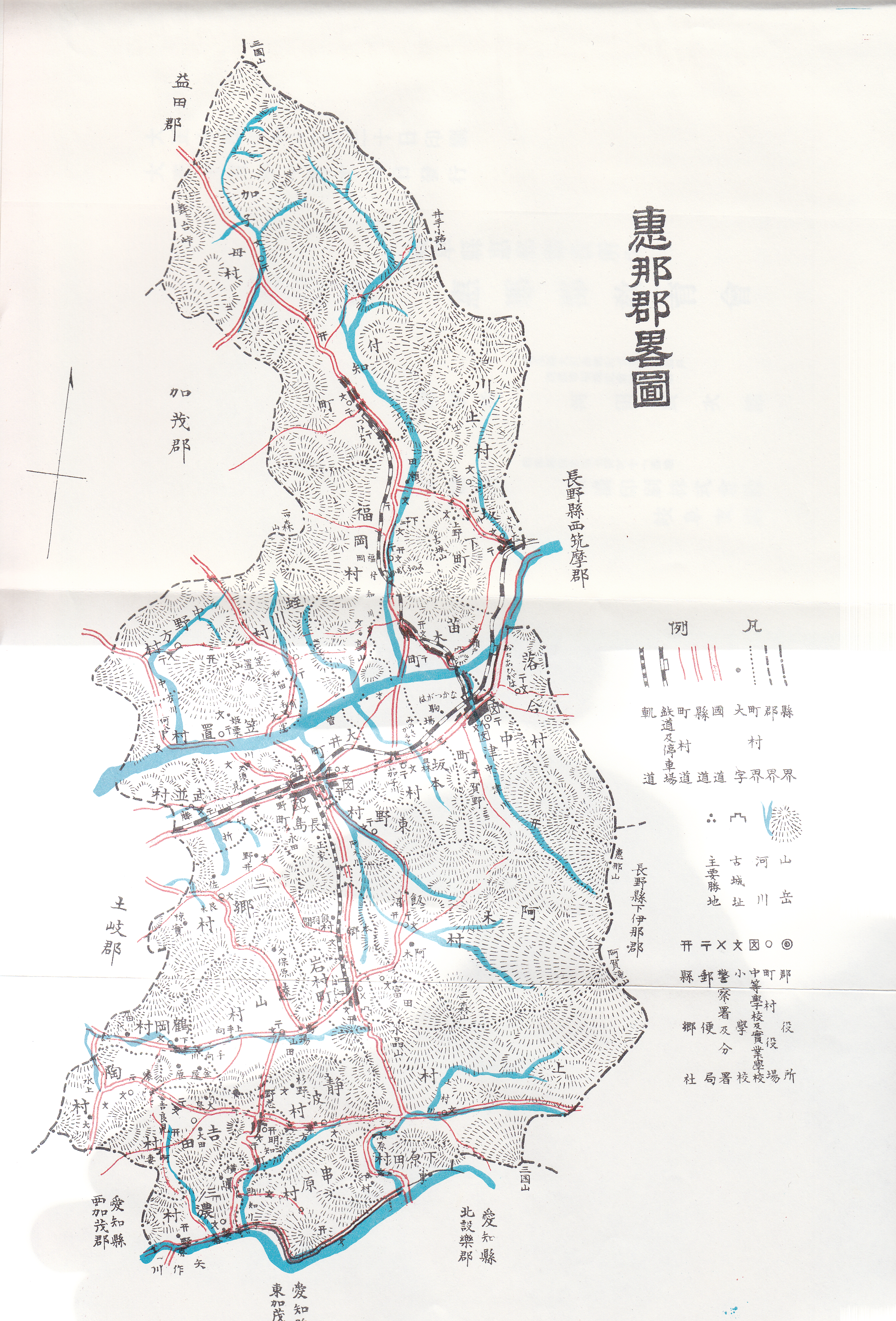
恵那郡略図（1906 - 1933年）

- 明治22年（1889年）7月1日 - 町村制の施行により、以下の町村が発足。
  - 中津川町（中津川村が単独町制、第一次）
  - 駒場村、手賀野村、千旦林村、茄子川村、阿木村、飯沼村（それぞれ単独村制）
  - 蛭川村（単独村制）
  - 福岡村 ← 福岡村、田瀬村、高山村
  - 下野村（単独村制）
  - 苗木村 ← 苗木村、瀬戸村
  - 落合村（単独村制）
  - 坂下村 ← 坂下村、上野村、川上村
  - 付知村、加子母村（それぞれ単独村制）
  - 長野県西筑摩郡神坂村、長野県西筑摩郡山口村（それぞれ単独村制）
- 明治23年（1890年）
  - 10月24日 - 苗木村が町制施行して苗木町となる。
- 明治30年（1897年）
  - 4月1日 - 以下の町村の統合が行われる。
    - 阿木村 ← 阿木村、飯沼村
    - 坂本村 ← 茄子川村、千旦林村
    - 中津町 ← 中津川町、手賀野村、駒場村
    - 福岡村 ← 福岡村、下野村（現・中津川市）

  - 4月16日 - 付知村が町制施行して付知町となる。
  - 坂下村の一部（旧・川上村）が分立して川上村が発足。
- 明治44年（1911年）1月1日 - 坂下村が町制施行して坂下町となる。
- 昭和26年（1951年）4月1日 - 恵那郡 中津町と苗木町が合併して、中津川町（第二次）が成立した。面積101.48km2。
- 昭和27年（1952年）4月1日 - 中津川町が市制施行して中津川市となる。
  - 4月1日
  - 7月10日 - 恵那郡 坂本村を編入。134.58 km2。
- 昭和31年（1956年）9月30日- 恵那郡 落合村を編入。158.73 km2。
- 昭和32年（1957年）11月1日 - 恵那郡 阿木村を編入。236.90 km2。
- 昭和33年（1958年）10月15日 - 前日付けで長野県西筑摩郡神坂村のうち峠、馬籠および荒町の区域を同郡 山口村に編入したうえで、神坂村（残部）を編入。276.53 km2。
- 昭和41年（1966年）4月1日 - 福岡村が町制施行して福岡町となる。
- 昭和43年（1968年）4月1日 - 境界変更して、苗木字向並松の区域を恵那郡 福岡町に編入。275.93 km2。
- 平成2年（1990年）4月1日 - 面積訂正275.98 km2。
- 平成17年（2005年）2月13日 - 恵那郡 坂下町・川上村・加子母村・付知町・福岡町・蛭川村、ならびに長野県木曽郡山口村を編入。676.38 km2。なお、これにより恵那郡が消滅。

### 変遷表
| 明治 元年              | 明治 7年 9月                                  | 明治 8年 1月                     | 明治 12年 1月4日- 2月18日 郡区町村 編成法施行 | 明治 14年 2月                                    | 明治 22年 7月1日 町村制施行 | 明治 23年 10月24日                     | 明治 30年 4月1日- 明治 30年 4月16日 | 明治 38年 7月1日                     | 明治 44年 1月1日                     | 昭和 26年 4月1日                  | 昭和 27年 4月1日                | 昭和 29年 7月1日                   | 昭和 31年 9月 30日                 | 昭和 32年 11月 1日                 | 昭和 33年 10月14日- 10月15日                             | 昭和 41年 4月1日                     | 昭和 43年 5月1日                                 | 平成 17年 2月13日                 | 現在     |
| ---------------------- | --------------------------------------------- | -------------------------------- | --------------------------------------------- | ------------------------------------------------ | --------------------------- | -------------------------------------- | ----------------------------------- | ------------------------------------ | ------------------------------------ | --------------------------------- | ------------------------------- | ---------------------------------- | ---------------------------------- | ---------------------------------- | -------------------------------------------------------- | ------------------------------------ | ------------------------------------------------ | --------------------------------- | -------- |
| 恵那郡 中津川村        | 恵那郡 中津川村                               | 恵那郡 中津川村                  | 明治12年 2月18日 恵那郡 中津川村              | 恵那郡 中津川村                                  | 恵那郡 中津川町             | 恵那郡 中津川町                        | 明治 30年 4月 1日 恵那郡 中津町     | 恵那郡 中津町                        | 恵那郡 中津町                        | 昭和 26年 4月 1日 恵那郡 中津川町 | 昭和 27年 4月 1日 市制 中津川市 | 中津川市                           | 中津川市                           | 中津川市                           | 中津川市                                                 | 中津川市                             | 中津川市                                         | 中津川市                          | 中津川市 |
| 恵那郡 駒場村          | 恵那郡 駒場村                                 | 恵那郡 駒場村                    | 明治12年 2月18日 恵那郡 駒場村                | 恵那郡 駒場村                                    | 恵那郡 駒場村               | 恵那郡 駒場村                          | 明治 30年 4月 1日 恵那郡 中津町     | 恵那郡 中津町                        | 恵那郡 中津町                        | 昭和 26年 4月 1日 恵那郡 中津川町 | 昭和 27年 4月 1日 市制 中津川市 | 中津川市                           | 中津川市                           | 中津川市                           | 中津川市                                                 | 中津川市                             | 中津川市                                         | 中津川市                          | 中津川市 |
| 恵那郡 手賀野村        | 恵那郡 手賀野村                               | 恵那郡 手賀野村                  | 明治12年 2月18日 恵那郡 手賀野村              | 恵那郡 手賀野村                                  | 恵那郡 手賀野村             | 恵那郡 手賀野村                        | 明治 30年 4月 1日 恵那郡 中津町     | 恵那郡 中津町                        | 恵那郡 中津町                        | 昭和 26年 4月 1日 恵那郡 中津川町 | 昭和 27年 4月 1日 市制 中津川市 | 中津川市                           | 中津川市                           | 中津川市                           | 中津川市                                                 | 中津川市                             | 中津川市                                         | 中津川市                          | 中津川市 |
| 恵那郡 日比野村        | 明治 7年 9月 改称 恵那郡 苗木村               | 恵那郡 苗木村                    | 明治12年 2月18日 恵那郡 苗木村                | 恵那郡 苗木村                                    | 恵那郡 苗木村               | 明治 23年 10月 24日 町制 恵那郡 苗木町 | 恵那郡 苗木町                       | 恵那郡 苗木町                        | 恵那郡 苗木町                        | 昭和 26年 4月 1日 恵那郡 中津川町 | 昭和 27年 4月 1日 市制 中津川市 | 中津川市                           | 中津川市                           | 中津川市                           | 中津川市                                                 | 中津川市                             | 中津川市                                         | 中津川市                          | 中津川市 |
| 恵那郡 瀬戸村          | 恵那郡 瀬戸村                                 | 明治 8年 1月 恵那郡 瀬戸村       | 明治12年 2月18日 恵那郡 瀬戸村                | 恵那郡 苗木村                                    | 恵那郡 苗木村               | 明治 23年 10月 24日 町制 恵那郡 苗木町 | 恵那郡 苗木町                       | 恵那郡 苗木町                        | 恵那郡 苗木町                        | 昭和 26年 4月 1日 恵那郡 中津川町 | 昭和 27年 4月 1日 市制 中津川市 | 中津川市                           | 中津川市                           | 中津川市                           | 中津川市                                                 | 中津川市                             | 中津川市                                         | 中津川市                          | 中津川市 |
| 恵那郡 上地村          | 恵那郡 瀬戸村                                 | 明治 8年 1月 恵那郡 瀬戸村       | 明治12年 2月18日 恵那郡 瀬戸村                | 恵那郡 苗木村                                    | 恵那郡 苗木村               | 明治 23年 10月 24日 町制 恵那郡 苗木町 | 恵那郡 苗木町                       | 恵那郡 苗木町                        | 恵那郡 苗木町                        | 昭和 26年 4月 1日 恵那郡 中津川町 | 昭和 27年 4月 1日 市制 中津川市 | 中津川市                           | 中津川市                           | 中津川市                           | 中津川市                                                 | 中津川市                             | 中津川市                                         | 中津川市                          | 中津川市 |
| 恵那郡 千旦林村        | 恵那郡 千旦林村                               | 恵那郡 千旦林村                  | 明治12年 2月18日 恵那郡 千旦林村              | 恵那郡 千旦林村                                  | 恵那郡 千旦林村             | 恵那郡 千旦林村                        | 明治 30年 4月1日 恵那郡 坂本村      | 恵那郡 坂本村                        | 恵那郡 坂本村                        | 恵那郡 坂本村                     | 恵那郡 坂本村                   | 昭和 29年 7月 10日 中津川市 に編入 | 中津川市                           | 中津川市                           | 中津川市                                                 | 中津川市                             | 中津川市                                         | 中津川市                          | 中津川市 |
| 恵那郡 茄子川村        | 恵那郡 茄子川村                               | 恵那郡 茄子川村                  | 明治12年 2月18日 恵那郡 茄子川村              | 恵那郡 茄子川村                                  | 恵那郡 茄子川村             | 恵那郡 茄子川村                        | 明治 30年 4月1日 恵那郡 坂本村      | 恵那郡 坂本村                        | 恵那郡 坂本村                        | 恵那郡 坂本村                     | 恵那郡 坂本村                   | 昭和 29年 7月 10日 中津川市 に編入 | 中津川市                           | 中津川市                           | 中津川市                                                 | 中津川市                             | 中津川市                                         | 中津川市                          | 中津川市 |
| 恵那郡 落合村          | 恵那郡 落合村                                 | 恵那郡 落合村                    | 明治12年 2月18日 恵那郡 落合村                | 恵那郡 落合村                                    | 落合村                      | 恵那郡 落合村                          | 恵那郡 落合村                       | 恵那郡 落合村                        | 恵那郡 落合村                        | 恵那郡 落合村                     | 恵那郡 落合村                   | 恵那郡 落合村                      | 昭和 31年 9月 30日 中津川市 に編入 | 中津川市                           | 中津川市                                                 | 中津川市                             | 中津川市                                         | 中津川市                          | 中津川市 |
| 恵那郡 阿木村          | 恵那郡 阿木村                                 | 恵那郡 阿木村                    | 明治12年 2月18日 恵那郡 阿木村                | 恵那郡 阿木村                                    | 恵那郡 阿木村               | 恵那郡 阿木村                          | 明治30年 4月1日 恵那郡 阿木村       | 恵那郡 阿木村                        | 恵那郡 阿木村                        | 恵那郡 阿木村                     | 恵那郡 阿木村                   | 恵那郡 阿木村                      | 恵那郡 阿木村                      | 昭和 32年 11月 1日 中津川市 に編入 | 中津川市                                                 | 中津川市                             | 中津川市                                         | 中津川市                          | 中津川市 |
| 恵那郡 飯沼村          | 恵那郡 飯沼村                                 | 恵那郡 飯沼村                    | 明治12年 2月18日 恵那郡 飯沼村                | 恵那郡 飯沼村                                    | 恵那郡 飯沼村               | 恵那郡 阿木村                          | 明治30年 4月1日 恵那郡 阿木村       | 恵那郡 阿木村                        | 恵那郡 阿木村                        | 恵那郡 阿木村                     | 恵那郡 阿木村                   | 恵那郡 阿木村                      | 恵那郡 阿木村                      | 昭和 32年 11月 1日 中津川市 に編入 | 中津川市                                                 | 中津川市                             | 中津川市                                         | 中津川市                          | 中津川市 |
| 信濃国 筑摩郡 湯舟沢村 | 筑摩県 筑摩郡 湯舟沢村                        | 明治8年 1月 筑摩県 筑摩郡 神坂村 | 明治12年 1月4日 長野県 西筑摩郡 神坂村        | 長野県 西筑摩郡 神坂村                           | 長野県 西筑摩郡 神坂村      | 長野県 西筑摩郡 神坂村                 | 長野県 西筑摩郡 神坂村              | 長野県 西筑摩郡 神坂村               | 長野県 西筑摩郡 神坂村               | 長野県 西筑摩郡 神坂村            | 長野県 西筑摩郡 神坂村          | 長野県 西筑摩郡 神坂村             | 長野県 西筑摩郡 神坂村             | 長野県 西筑摩郡 神坂村             | 昭和 33年 10月 15日 湯舟沢を 中津川市 に編入             | 中津川市                             | 中津川市                                         | 中津川市                          | 中津川市 |
| 信濃国 筑摩郡 馬籠村   | 筑摩県 筑摩郡 馬籠村                          | 明治8年 1月 筑摩県 筑摩郡 神坂村 | 明治12年 1月4日 長野県 西筑摩郡 神坂村        | 長野県 西筑摩郡 神坂村                           | 長野県 西筑摩郡 神坂村      | 長野県 西筑摩郡 神坂村                 | 長野県 西筑摩郡 神坂村              | 長野県 西筑摩郡 神坂村               | 長野県 西筑摩郡 神坂村               | 長野県 西筑摩郡 神坂村            | 長野県 西筑摩郡 神坂村          | 長野県 西筑摩郡 神坂村             | 長野県 西筑摩郡 神坂村             | 長野県 西筑摩郡 神坂村             | 昭和 33年 10月 14日 馬籠を 長野県 西筑摩郡 山口村 に編入 | 長野県 西筑摩郡 山口村               | 昭和 43年 5月 1日 郡名 改称 長野県 木曽郡 山口村 | 平成 17年 2月13日 中津川市 に編入 | 中津川市 |
| 信濃国 筑摩郡 山口村   | 明治7年9月 田立村 と合併 筑摩県 筑摩郡 山田村 | 筑摩県 筑摩郡 山田村             | 明治12年 1月4日 長野県 西筑摩郡 山田村        | 明治14年2月 田立村 が分離 長野県 西筑摩郡 山口村 | 長野県 西筑摩郡 山口村      | 長野県 西筑摩郡 山口村                 | 長野県 西筑摩郡 山口村              | 長野県 西筑摩郡 山口村               | 長野県 西筑摩郡 山口村               | 長野県 西筑摩郡 山口村            | 長野県 西筑摩郡 山口村          | 長野県 西筑摩郡 山口村             | 長野県 西筑摩郡 山口村             | 長野県 西筑摩郡 山口村             | 長野県 西筑摩郡 山口村                                   |                                      |                                                  | 平成 17年 2月13日 中津川市 に編入 | 中津川市 |
| 恵那郡 蛭川村          | 恵那郡 蛭川村                                 | 恵那郡 蛭川村                    | 明治12年 2月18日 恵那郡 蛭川村                | 恵那郡 蛭川村                                    | 恵那郡 蛭川村               | 恵那郡 蛭川村                          | 恵那郡 蛭川村                       | 恵那郡 蛭川村                        | 恵那郡 蛭川村                        | 恵那郡 蛭川村                     | 恵那郡 蛭川村                   | 恵那郡 蛭川村                      | 恵那郡 蛭川村                      | 恵那郡 蛭川村                      | 恵那郡 蛭川村                                            | 恵那郡 蛭川村                        | 恵那郡 蛭川村                                    | 平成 17年 2月13日 中津川市 に編入 | 中津川市 |
| 恵那郡 坂下村          | 恵那郡 坂下村                                 | 恵那郡 坂下村                    | 明治12年 2月18日 恵那郡 坂下村                | 恵那郡 坂下村                                    | 恵那郡 坂下村               | 恵那郡 坂下村                          | 恵那郡 坂下村                       | 恵那郡 坂下村                        | 明治 44年 1月 1日 町制 恵那郡 坂下町 | 恵那郡 坂下町                     | 恵那郡 坂下町                   | 恵那郡 坂下町                      | 恵那郡 坂下町                      | 恵那郡 坂下町                      | 恵那郡 坂下町                                            | 恵那郡 坂下町                        | 恵那郡 坂下町                                    | 平成 17年 2月13日 中津川市 に編入 | 中津川市 |
| 恵那郡 上野村          | 恵那郡 上野村                                 | 恵那郡 上野村                    | 明治12年 2月18日 恵那郡 坂下村                | 恵那郡 坂下村                                    | 恵那郡 坂下村               | 恵那郡 坂下村                          | 恵那郡 坂下村                       | 恵那郡 坂下村                        | 明治 44年 1月 1日 町制 恵那郡 坂下町 | 恵那郡 坂下町                     | 恵那郡 坂下町                   | 恵那郡 坂下町                      | 恵那郡 坂下町                      | 恵那郡 坂下町                      | 恵那郡 坂下町                                            | 恵那郡 坂下町                        | 恵那郡 坂下町                                    | 平成 17年 2月13日 中津川市 に編入 | 中津川市 |
| 恵那郡 川上村          | 恵那郡 川上村                                 | 恵那郡 川上村                    | 明治12年 2月18日 恵那郡 川上村                | 恵那郡 坂下村                                    | 恵那郡 坂下村               | 恵那郡 坂下村                          | 恵那郡 坂下村                       | 明治 38年 7月 1日 分立 恵那郡 川上村 | 恵那郡 川上村                        | 恵那郡 川上村                     | 恵那郡 川上村                   | 恵那郡 川上村                      | 恵那郡 川上村                      | 恵那郡 川上村                      | 恵那郡 川上村                                            | 恵那郡 川上村                        | 恵那郡 川上村                                    | 平成 17年 2月13日 中津川市 に編入 | 中津川市 |
| 恵那郡 付知村          | 恵那郡 付知村                                 | 恵那郡 付知村                    | 明治12年 2月18日 恵那郡 付知村                | 恵那郡 付知村                                    | 恵那郡 付知村               | 恵那郡 付知村                          | 明治30年 4月16日 町制 恵那郡 付知町 | 恵那郡 付知町                        | 恵那郡 付知町                        | 恵那郡 付知町                     | 恵那郡 付知町                   | 恵那郡 付知町                      | 恵那郡 付知町                      | 恵那郡 付知町                      | 恵那郡 付知町                                            | 恵那郡 付知町                        | 恵那郡 付知町                                    | 平成 17年 2月13日 中津川市 に編入 | 中津川市 |
| 恵那郡 福岡村          | 恵那郡 福岡村                                 | 恵那郡 福岡村                    | 明治12年 2月18日 恵那郡 福岡村                | 恵那郡 福岡村                                    | 恵那郡 福岡村               | 明治 30年 4月 1日 恵那郡 福岡村        | 恵那郡 福岡村                       | 恵那郡 福岡村                        | 恵那郡 福岡村                        | 恵那郡 福岡村                     | 恵那郡 福岡村                   | 恵那郡 福岡村                      | 恵那郡 福岡村                      | 恵那郡 福岡村                      | 恵那郡 福岡村                                            | 昭和 41年 4月 1日 町制 恵那郡 福岡町 | 恵那郡 福岡町                                    | 平成 17年 2月13日 中津川市 に編入 | 中津川市 |
| 恵那郡 田瀬村          | 恵那郡 田瀬村                                 | 恵那郡 田瀬村                    | 明治12年 2月18日 恵那郡 田瀬村                | 恵那郡 田瀬村                                    | 恵那郡 田瀬村               | 明治 30年 4月 1日 恵那郡 福岡村        | 恵那郡 福岡村                       | 恵那郡 福岡村                        | 恵那郡 福岡村                        | 恵那郡 福岡村                     | 恵那郡 福岡村                   | 恵那郡 福岡村                      | 恵那郡 福岡村                      | 恵那郡 福岡村                      | 恵那郡 福岡村                                            | 昭和 41年 4月 1日 町制 恵那郡 福岡町 | 恵那郡 福岡町                                    | 平成 17年 2月13日 中津川市 に編入 | 中津川市 |
| 恵那郡 高山村          | 恵那郡 高山村                                 | 恵那郡 高山村                    | 明治12年 2月18日 恵那郡 高山村                | 恵那郡 高山村                                    | 恵那郡 高山村               | 明治 30年 4月 1日 恵那郡 福岡村        | 恵那郡 福岡村                       | 恵那郡 福岡村                        | 恵那郡 福岡村                        | 恵那郡 福岡村                     | 恵那郡 福岡村                   | 恵那郡 福岡村                      | 恵那郡 福岡村                      | 恵那郡 福岡村                      | 恵那郡 福岡村                                            | 昭和 41年 4月 1日 町制 恵那郡 福岡町 | 恵那郡 福岡町                                    | 平成 17年 2月13日 中津川市 に編入 | 中津川市 |
| 恵那郡 下野村          | 恵那郡 下野村                                 | 恵那郡 下野村                    | 明治12年 2月18日 恵那郡 下野村                | 恵那郡 下野村                                    | 恵那郡 下野村               | 明治 30年 4月 1日 恵那郡 福岡村        | 恵那郡 福岡村                       | 恵那郡 福岡村                        | 恵那郡 福岡村                        | 恵那郡 福岡村                     | 恵那郡 福岡村                   | 恵那郡 福岡村                      | 恵那郡 福岡村                      | 恵那郡 福岡村                      | 恵那郡 福岡村                                            | 昭和 41年 4月 1日 町制 恵那郡 福岡町 | 恵那郡 福岡町                                    | 平成 17年 2月13日 中津川市 に編入 | 中津川市 |
| 恵那郡 加子母村        | 恵那郡 加子母村                               | 恵那郡 加子母村                  | 明治12年 2月18日 恵那郡 加子母村              | 恵那郡 加子母村                                  | 恵那郡 加子母村             | 恵那郡 加子母村                        | 恵那郡 加子母村                     | 恵那郡 加子母村                      | 恵那郡 加子母村                      | 恵那郡 加子母村                   | 恵那郡 加子母村                 | 恵那郡 加子母村                    | 恵那郡 加子母村                    | 恵那郡 加子母村                    | 恵那郡 加子母村                                          | 恵那郡 加子母村                      | 恵那郡 加子母村                                  | 平成 17年 2月13日 中津川市 に編入 | 中津川市 |

## 人口
| |                                          |  |
| 中津川市と全国の年齢別人口分布（2005年） | 中津川市の年齢・男女別人口分布（2005年） |  |
| ■紫色 ― 中津川市 ■緑色 ― 日本全国 | ■青色 ― 男性 ■赤色 ― 女性                |  |
| 中津川市（に相当する地域）の人口の推移 \| 1970年（昭和45年） \| 79,593人 \| \| \| 1975年（昭和50年） \| 82,238人 \| \| \| 1980年（昭和55年） \| 83,539人 \| \| \| 1985年（昭和60年） \| 84,379人 \| \| \| 1990年（平成2年） \| 84,410人 \| \| \| 1995年（平成7年） \| 85,387人 \| \| \| 2000年（平成12年） \| 85,004人 \| \| \| 2005年（平成17年） \| 84,080人 \| \| \| 2010年（平成22年） \| 80,910人 \| \| \| 2015年（平成27年） \| 78,883人 \| \| \| 2020年（令和2年） \| 76,570人 \| \| |                                          |  |
| 総務省統計局 国勢調査より |                                          |  |
| 1970年（昭和45年） | 79,593人                                 |  |
| 1975年（昭和50年） | 82,238人                                 |  |
| 1980年（昭和55年） | 83,539人                                 |  |
| 1985年（昭和60年） | 84,379人                                 |  |
| 1990年（平成2年） | 84,410人                                 |  |
| 1995年（平成7年） | 85,387人                                 |  |
| 2000年（平成12年） | 85,004人                                 |  |
| 2005年（平成17年） | 84,080人                                 |  |
| 2010年（平成22年） | 80,910人                                 |  |
| 2015年（平成27年） | 78,883人                                 |  |
| 2020年（令和2年） | 76,570人                                 |  |

## 行政
- 市長：小栗仁志（2024年1月22日就任）

### 歴代市長
| 代      | 氏名       | ふりがな          | 就任日        | 退任日         |
| ------- | ---------- | ----------------- | ------------- | -------------- |
| 初代    | 市岡のぶ介 | いちおか のぶすけ | 1952年4月1日  | 1955年1月24日  |
| 2-3代   | 竹村壽吉   | たけむら としきち | 1955年2月12日 | 1960年3月26日  |
| 4-5代   | 間孔太郎   | はざま こうたろう | 1960年5月15日 | 1968年5月14日  |
| 6-7代   | 西尾彦朗   | にしお ひころう   | 1968年5月15日 | 1976年5月14日  |
| 8-10代  | 小池保     | こいけ たもつ     | 1976年5月15日 | 1988年5月14日  |
| 11-13代 | 小林房吉   | こばやし ふさきち | 1988年5月15日 | 2000年5月14日  |
| 14代    | 中川鮮     | なかがわ あきら   | 2000年5月15日 | 2004年5月14日  |
| 15-16代 | 大山耕二   | おおやま こうじ   | 2004年5月15日 | 2011年12月22日 |
| 17-19代 | 青山節児   | あおやま せつじ   | 2012年1月22日 | 2024年1月21日  |
| 20代    | 小栗仁志   | おぐり ひとし     | 2024年1月22日 | 現職           |

### 上水
旧中津川市域と福岡地区の一部で東濃用水を使っているが、近隣の配水池より標高の高い分団等は使用していない。また、それ以外の地区にもおおむね簡易水道が引かれている。

### 下水
中津、坂本地区には公共下水道が引かれている。苗木、落合、馬籠、坂下、付知、福岡、蛭川地区には特定環境保全公共下水道が引かれている。

## 議会

### 市議会
- 定数：21人
- 任期：2023年4月30日 - 2027年4月29日
- 議長：島﨑保人
- 副議長：長谷川透

| 会派名           | 議席数 | 議員名（◎は代表）                                                                                                 |
| ---------------- | ------ | --- |
| 中津川自民クラブ | 12     | ◎鷹見憲三、島﨑保人、岡﨑隆彦、吉村浩平、吉村俊廣、勝彰、吉村孝志、水野賢一、長谷川透、宮嶋寿明、林友義、小池菜摘 |
| 日本共産党       | 2      | ◎木下律子、田中愛子                                                                                               |
| 市民クラブ       | 2      | ◎櫛松直子、松﨑誠                                                                                                 |
| 市議会公明党     | 2      | ◎田口文数、糸魚川伸一                                                                                             |
| 市民ネット       | 1      | ◎黒田ところ |
| 中津川9の会      | 1      | ◎鷹見信義 |
| 無会派           | 1      | ◎園原武嗣 |

### 衆議院
- 選挙区：岐阜5区 （多治見市、中津川市、瑞浪市、恵那市、土岐市）
- 任期：2024年10月27日 - 2028年10月26日
- 投票日：2024年10月27日
- 当日有権者数：263,919人
- 投票率：59.51％

| 当落 | 候補者名 | 年齢 | 所属党派     | 新旧別 | 得票数   | 重複 |
| ---- | -------- | ---- | ------------ | ------ | -------- | ---- |
| 当   | 古屋圭司 | 71   | 自由民主党   | 前     | 73,679票 | ○    |
| 比当 | 眞野哲   | 42   | 立憲民主党   | 新     | 58.973票 | ○    |
|      | 山田良司 | 64   | 日本維新の会 | 元     | 19.973票 | ○    |

## 姉妹都市・提携都市

### 海外
姉妹都市
- レジストロ市（ブラジル連邦共和国サンパウロ州）
1980年(昭和55年) 姉妹都市提携締結。

### 国内
姉妹都市
- 大磯町（神奈川県中郡）
1973年 旧長野県木曽郡山口村が姉妹都市締結。合併後も引き継がれた。
- 小諸市（長野県）
1973年 旧長野県木曽郡山口村が姉妹都市締結。合併後も引き継がれた。

提携都市
- 名古屋市・豊田市（愛知県）
1986年 名古屋市・中津川市・愛知県旧稲武町（現豊田市）がふれあい協定締結。合併後も引き継がれた。
- 対馬市（長崎県）
1994年 旧上対馬町と旧蛭川村が姉妹町村縁組締結。合併後も引き継がれた。
- 長岡市（新潟県）
2007年 3月7日 新潟県長岡市が「災害時広域相互応援協定」を締結。
- 高岡市（富山県）
2008年 富山県高岡市が「高岡市・中津川市災害時相互応援協定」を締結。
- 伊勢市（三重県）
2014年 8月25日 災害時相互応援協定

## 教育

### 大学
国立
- 名古屋大学 東海地区 国立大学共同中津川研修センター

私立
- 中京学院大学

### 高校
- 岐阜県立中津高等学校
- 岐阜県立中津川工業高等学校
- 岐阜県立中津商業高等学校
- 岐阜県立坂下高等学校
- 中津川市立阿木高等学校

### 中学校
- 中津川市立第一中学校
- 中津川市立第二中学校
- 中津川市立苗木中学校
- 中津川市立坂本中学校
- 中津川市立落合中学校
- 中津川市立阿木中学校
- 中津川市立神坂中学校
- 中津川市立坂下中学校
- 中津川市立加子母中学校
- 中津川市立付知中学校
- 中津川市立福岡中学校
- 中津川市立蛭川中学校

### 小学校
- 中津川市立東小学校
- 中津川市立西小学校
- 中津川市立南小学校
- 中津川市立苗木小学校
- 中津川市立坂本小学校
- 中津川市立落合小学校
- 中津川市立阿木小学校
- 中津川市立神坂小学校
- 中津川市立坂下小学校
- 中津川市立川上小学校
- 中津川市立付知南小学校
- 中津川市立付知北小学校
- 中津川市立福岡小学校
- 中津川市立山口小学校
- 中津川市立加子母小学校
- 中津川市立蛭川小学校

※なお、名古屋市の「中津川野外教育センター」(小学生向け)が市内苗木に置かれているため、名古屋市の小学生はここで宿泊研修を行う。

### 研究施設
- 岐阜県中山間農業研究所中津川支所

### 指定自動車教習所
- 岐阜中津川自動車学校
- 東濃自動車学校

## 公共施設など
国の機関の一部は中津川合同庁舎にある。

### 官公庁
- 裁判所
  - 岐阜家庭裁判所中津川出張所
  - 中津川簡易裁判所
- 法務省
  - 中津川区検察庁
- 財務省
  - 国税庁名古屋国税局中津川税務署
- 農林水産省
  - 林野庁中部森林管理局東濃森林管理署
    - 西股森林事務所
    - 恵那森林事務所
    - 神坂森林事務所
    - 中津川治山事業所
- 厚生労働省
  - 岐阜労働局中津川公共職業安定所 (ハローワーク中津川)
- 岐阜県中津川警察署
- 中津川市消防本部
- 中津川市役所
  - 中津事務所
  - 苗木事務所
  - 坂本事務所
  - 落合事務所
  - 阿木事務所
  - 神坂事務所
  - 山口総合事務所
  - 坂下総合事務所
  - 川上総合事務所
  - 加子母総合事務所
  - 付知総合事務所
  - 福岡総合事務所
  - 蛭川総合事務所

### 図書館
※学校図書館を除く
- 中津川市立図書館[注釈 2]
- 中津川市立蛭川済美図書館
- 中津川市立付知公民館図書室
- 中津川市立加子母公民館図書室
- 中津川市立坂下公民館図書室
- 中津川市立山口公民館図書室
- 中津川市立川上公民館図書室
- 中津川市立福岡公民館図書室

### 病院
- 総合病院中津川市民病院
  - 阿木診療所
- 中津川市国民健康保険坂下診療所
- 城山病院

### 郵便局
- 中津川郵便局（集配局）
- 中津川駅前郵便局
- 阿木郵便局
- 坂本郵便局（集配局）
- 落合郵便局
- 馬籠郵便局
- 山口郵便局
- 坂下郵便局（集配局）
- 苗木郵便局（集配局）
- 蛭川郵便局（集配局）
- 並松郵便局
- 福岡郵便局（集配局）
- 福岡下野郵便局
- 田瀬郵便局
- 川上郵便局
- 下付知郵便局
- 付知郵便局（集配局）
- 加子母郵便局
- 中津川実戸簡易郵便局
- 中津川大平簡易郵便局
- 中津川手賀野簡易郵便局
- 中津川千旦林簡易郵便局
- 中津川神坂簡易郵便局
- 中津川瀬戸簡易郵便局
- 下蛭川簡易郵便局
- 福岡高山簡易郵便局
- 上付知簡易郵便局

### 運動施設
- 中津川公園
  - 中津川公園競技場
  - 中津川公園多目的グラウンド
  - 中津川公園野球場
  - 中津川公園テニスコート
  - スケートパーク
  - 東美濃ふれあいセンター
- 中津川市サンライフ

### 文化施設
- 中津川文化会館
- 馬籠ふるさと学校　※旧・山口村立神坂小学校校舎を転用した施設
- 中津川市にぎわいプラザ
- 中津川市ひと・まちテラス

## 交通

### 鉄道
市の中心となる駅：中津川駅
東海旅客鉄道（JR東海）

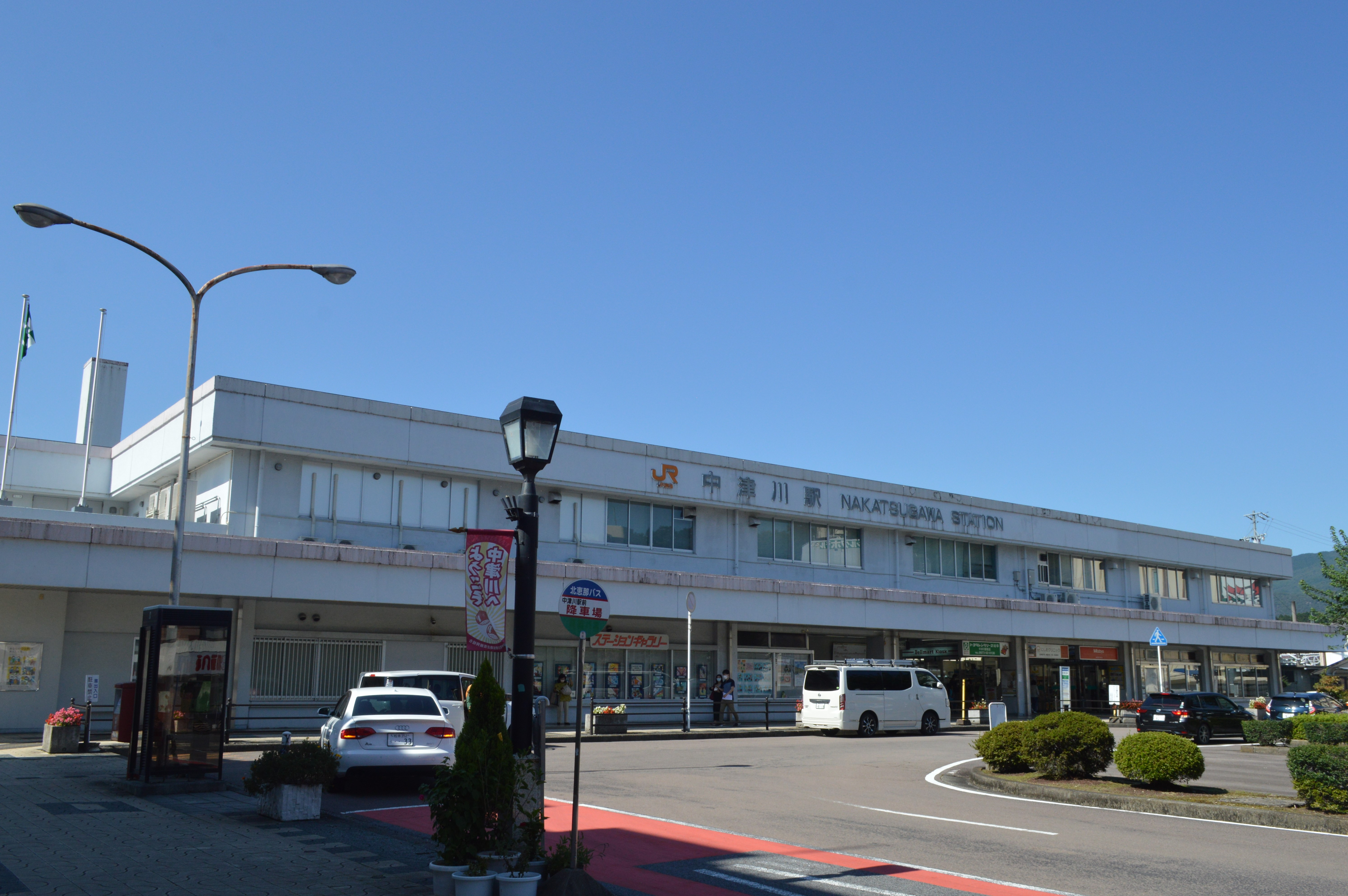
中津川駅

- ■中央本線：（長野県木曽郡南木曽町）- 坂下駅 - 落合川駅 - 中津川駅 - 美乃坂本駅 -（恵那市）

美乃坂本駅附近に、岐阜県内唯一のリニア中央新幹線の駅と車両基地が決定した。2027年度以降に開業予定である。
明知鉄道（明鉄）
- ■明知線 ：（恵那市）- 飯沼駅 - 阿木駅 -（恵那市）

なお、1978年（昭和53年）まで、中津川駅に近接した中津町駅を基点とする北恵那鉄道線が存在していた。
かつては当市と長野県飯田市を結ぶ国鉄中津川線の計画があったものの、当市内では路盤さえなく、長野県側は路盤を造成して間もなく建設中止になった。しかしリニア中央新幹線が開業した場合には中津川市と飯田市を結ぶ鉄道路線が実現する見込みとなっている。

### 道路
- 高速道路
  - 中央自動車道 ： 中津川IC - 神坂PA
- 一般国道
  - 国道19号
  - 国道256号
  - 国道257号
  - 国道363号
- 県道
  - 主要地方道
    - 岐阜県道3号福岡坂下線
    - 岐阜県道6号中津川田立線
    - 岐阜県道7号中津川南木曽線
    - 岐阜県道70号白川福岡線
    - 岐阜県道71号中津川停車場線（レジストロ通り）
    - 岐阜県道72号恵那蛭川東白川線

  - 一般県道
    - 岐阜県道406号久保原阿木線
    - 岐阜県道407号阿木大井線
    - 岐阜県道408号中野方苗木線
    - 岐阜県道410号苗木恵那線
    - 岐阜県道411号裏木曽公園線
    - 岐阜県道413号東野中津川線
    - 岐阜県道419号坂下停車場線
    - 岐阜県道420号美乃坂本停車場線
    - 岐阜県道486号王滝加子母付知線

### バス
【中津川駅前を発着するバス路線】
- 北恵那交通　
  - 東鉄恵那車庫
  - 市役所前
  - 王子製紙前
  - 加子母総合事務所前
  - 付知峡倉屋温泉
  - 恵那山ウエストン公園
  - 坂下駅前
  - 馬篭
  - 市民病院
  - 中京学院大
  - 美乃坂本
  - 松恵線
  - 東美濃ふれあいセンター前
- 東濃鉄道
  - 可児車庫⇔中津川駅前⇔中央道馬篭⇔バスタ新宿行き

【中央自動車道の中津川インターチェンジ及び中央道馬篭(神坂パーキングエリア)に停車するバス路線】
- JRバス関東の可児車庫⇔中津川駅前⇔中央道馬篭⇔バスタ新宿行き
- 名鉄バスと京王バス東の共同運行による名鉄バスセンター⇔中津川インター⇔中央道馬篭⇔バスタ新宿行き
- JR東海バスと山梨交通の共同運行による、名古屋駅⇒中津川インター⇔中央道馬篭⇔甲府駅⇔竜王(※名古屋駅⇔中津川インター間の乗降は不可。)
- 名鉄バス・信南交通・伊那バスの共同運行による、名鉄バスセンター⇔中津川インター⇔中央道馬篭⇔箕輪

【中央自動車道の中央道馬篭(神坂パーキングエリア)に停車するバス路線】
- 名鉄バス・信南交通の共同運行による、名鉄バスセンター⇔中央道馬篭⇔飯田

【その他中津川市内のバス路線】
- 北恵那交通　
  - 坂下駅前⇔田瀬橋・加子母総合事務所前
  - 坂下駅前⇔夕森公園口
  - 坂下駅前⇔馬篭
  - 坂下駅前⇔宮の洞
  - 上苗木⇔市民病院
  - 市民病院⇔付知峡倉屋温泉
  - 後田⇔美乃坂本
- 濃飛バス
  - 加子母総合事務所前⇔下呂バスセンター
- 南木曽町新交通システム
  - 馬篭⇔南木曽駅
  - 坂下診療所⇔南木曽駅
- 中津川市コミュニティバス
  - 蛭川和田⇔恵那駅西
- 東濃鉄道
  - 名鉄バスセンター⇔馬籠⇔妻籠

## 放送通信

### テレビ・中継局
いずれも、NHK総合・Eテレ・東海テレビ・中京テレビ・CBCテレビ・名古屋テレビ（メ〜テレ）・ぎふチャンを視聴可能。
- 通常の中継局
  - 中津川中継局
  - 加子母テレビ中継局
  - 付知テレビ中継局
  - 坂下テレビ中継局
- ギャップフィラー方式を用いた中継局
  - 中津川川上テレビ中継局
  - 中津川落合テレビ中継局
  - 中津川神坂テレビ中継局

### 市外局番
市内は全域0573（中津川MA）であるが蛭川地区のみは恵那MAであり、この地域への通話は市内でも市外局番が必要である。なお、馬籠地区は2009年2月28日まで合併前と同じ0264（木曽福島MA）を使っていた。

## 文化

### 方言
中津川市は東海東山方言の中の美濃弁に属するが、濃尾平野で話されているような連母音の融合は無い。長野県に接しているため信州弁の影響が強い。特に以前は長野県であったが岐阜県中津川市に越県合併した旧山口村や旧神坂村はその傾向が強い。また飛騨に接する旧加子母村は飛騨弁の影響が見られる。
- アクセントについては、木曽川を境として南側は標準語と同じ中輪東京式アクセントであるが、北側は名古屋弁などと同じ内輪東京式アクセントに分かれている。

### 野外フェスの聖地
1969年から1971年にかけて中津川市椛の湖畔で年1回開催された全日本フォークジャンボリーが日本初の野外フェスとなった。

## 観光スポット

### 温泉・入浴施設
- 中津川温泉クアリゾート湯舟沢
- 付知峡倉屋温泉おんぽいの湯
- 渡合温泉（営業期間が3月下旬から11月までの宿）
- ローソク温泉
- 東山温泉
- 岩寿温泉

### 渓谷・湖・公園・キャンプ場
- 付知峡（森林浴の森100選）
  - 付知峡北恵那キャンプ場
  - 付知峡大自然キャンプ場さんけい広場
  - 森林キャンプ場
  - 本谷キャンプ場
  - 宮島キャンプ場
  - アオミキャンプ場
  - Be-Green日和立
  - 塔の岩オートキャンプ場
- 乙女渓谷
  - 乙女渓谷キャンプ場
- 福岡ローマン渓谷
  - 福岡ローマン渓谷 オートキャンプ場
- 夕森公園
  - 夕森キャンプ場
- 椛の湖
  - 椛の湖 オートキャンプ場
- 高樽の滝
- 星ヶ見公園
  - グランピング場 星が見の杜
- 天狗森キャンプ場
- 花街道オートキャンプ場
- 大博士キャンプ場
- かわうえ自然休養村
- 中の島公園ふれあいの里

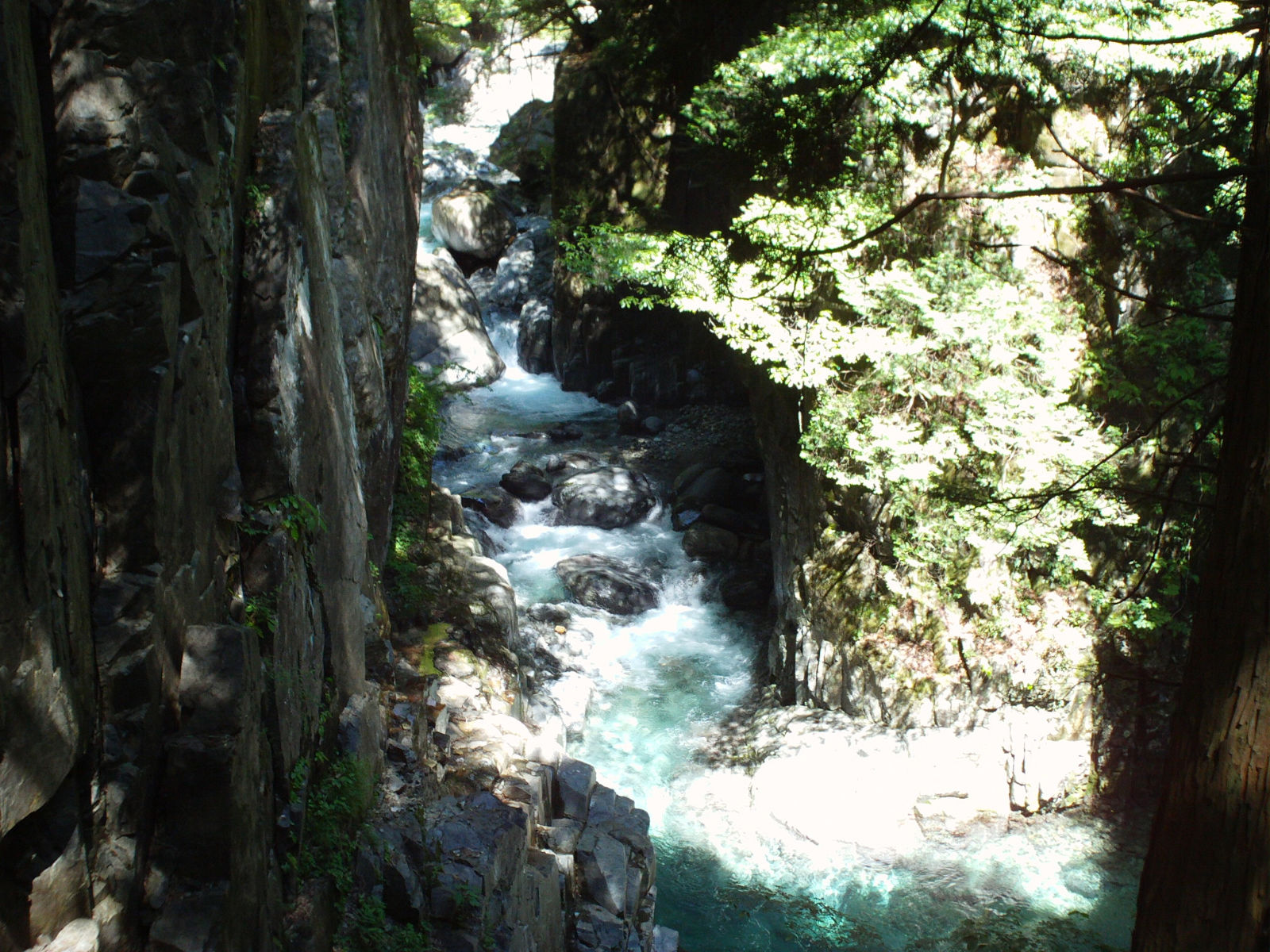
付知峡

- クアリゾート湯舟沢ほしとせせらぎのぐらんぴんぐ
- 中津川グランピング森の空

### 景勝地
- 根の上高原（根ノ上高原）
- 富士見台高原
- 夜明けの森
- 恵那山ウェストン公園
- 恵那山（日本百名山）
- 奥恵那峡（木曽川）
- 女夫岩
- 星ヶ見岩　[7]
- 紅岩
- 品の字岩
- 源斎岩

### 名所・旧跡
- 中山道・馬籠宿
- 中山道・落合宿
  - 本陣 （現存）
  - 脇本陣跡
  - 旧庄屋宅 （旧肥田家）
  - 泉屋 （島崎藤村の小説『夜明け前』の主人公青山半蔵の内弟子林勝重のモデル（鈴木利左衛門弘道）の生家。作中では稲葉屋として登場）
  - 落合五郎兼行之城跡
- 十曲峠 （旧・中山道。当時の石畳が残る）
  - 中山道　落合の石畳（県指定史跡）
  - 「是より北 木曽路」の碑（落合の石碑）
- サムライロード
- 苗木城址（国の史跡）
- 寺居山五百羅漢
- 大杉地蔵尊
- 坂下の磨崖仏

### 観光施設
- 恵那峡ワンダーランド
- 恵那峡天界苑
- 中津川市ふれあい牧場
- 中津川マロンパーク(秋のみ営業)
- オフロードパーク黒井沢(会員限定施設)
- ちこり村
- 加子母森林組合モクモクセンター[8] - 木製品加工販売所。木工体験ができる。

### 記念館・博物館・史料館
- 中津川市中山道歴史資料館
- はざま酒造株式会社　酒游館
- 藤村記念館 (岐阜県)
- 馬籠脇本陣史料館
- 清水屋資料館
- 槌馬屋資料館
- まごめ自然植物園
- 青邨記念館
- 熊谷守一記念館
- 東山魁夷　心の旅路館
- 中津川市鉱物博物館
- 中津川市子ども科学館
- 中津川市中山道歴史資料館
- 中津川市苗木遠山史料館
- 博石館
- ストーンミュージアムひるかわ

### 道の駅
- 道の駅きりら坂下
- 道の駅花街道付知
- 道の駅賤母
- 道の駅加子母
- 道の駅五木のやかた・かわうえ

## ゴルフ場
- フォーティーンヒルズカントリークラブ
- ユーグリーン中津川ゴルフ倶楽部
- 明智ゴルフ倶楽部 ひるかわゴルフ場
- 落合石畳マレットゴルフ場
- 茄子川マレットゴルフ場
- 阿木川湖パターゴルフ場

## 県立自然公園
- 胞山県立自然公園
- 恵那峡県立自然公園
- 裏木曽県立自然公園

## 史跡・文化財等

### 史跡
- 苗木城跡（国指定史跡）[9]
- 中山道 落合の石畳（国指定史跡）[9]
- 阿木城跡（市指定史跡）[9]
- 広恵寺城跡と周辺一帯（市指定史跡）[9]

など
- 廣恵寺跡
- 西方寺跡
- 片岡寺跡

### 天然記念物
- 坂本のハナノキ自生地（国指定天然記念物）[9]
- 加子母のスギ（大正13年（1924年）国の天然記念物）
- 垂洞のシダレモミ（国指定天然記念物）[9]

など

### 有形文化財
- 常盤座（市指定有形文化財）[9]

など

### 有形民俗文化財
- 恵那文楽人形頭（岐阜県指定有形民俗文化財）[9]
- 加子母の農村舞台明治座（岐阜県指定有形民俗文化財）[9]
- 蛭子座（市指定有形民俗文化財）[9]

### 百選
- 加子母地区　平成13年10月　環境省選定かおり風景100選（加子母村の檜とササユリ）に選定

## 主な神社
- 恵那神社（中津川）
- 中川神社（中津川）
- 八幡神社（中津川）
- 西宮神社（中津川） - 明治28年(1895年)12月26日、兵庫県西宮市の西宮神社から勧請。
- 高森神社（苗木）
- 神明神社（苗木）
- 丸山神社（苗木）
- 坂本神社八幡宮（坂本）
- 坂本神社諏訪社（坂本）
- 護山神社（付知）
- 榊山神社（福岡）
- 常磐神社（福岡）
- 田瀬神社（福岡）
- 白山神社（福岡）
- 坂下神社（坂下）
- 出雲福徳神社（坂下）
- 風神神社（阿木）
- 血洗神社（阿木）
- 八幡神社（阿木字大門前）
- 安弘見神社（蛭川）
- 諏訪神社（山口）

## 寺院
中津
- 東圓寺(曹洞宗)
- 宗泉寺(曹洞宗)
- 大泉寺(浄土宗鎮西派)
- 西生寺(真宗大谷派)
- 南林寺(臨済宗妙心寺派)　明治43年(1910年)に岐阜県美濃市の清泰寺の末寺を移建。
- 正善院(日蓮宗)　明治19年(1886年)に兵庫県尼崎市の本興寺の末寺を移建。
- 長久寺(日蓮宗)
- 遍照寺(高野山真言宗)

駒場
- 福昌寺(曹洞宗)　
  - 大岩薬師
- 山王寺(曹洞宗)
- 善光寺(曹洞宗)

手賀野
- 松源寺(臨済宗妙心寺派)

落合
- 医王寺(浄土宗)
- 善昌寺(曹洞宗)
- 高福寺(浄土宗)

神坂
- 天徳寺(臨済宗妙心寺派)

馬籠
- 永昌寺(臨済宗妙心寺派)

山口
- 光西寺(曹洞宗)

坂下
- 蔵田寺(曹洞宗)

川上
- 浄光寺(曹洞宗)

蛭川
- 高徳寺(臨済宗妙心寺派)
- 大洞院(天佑稲荷)(曹洞宗)

苗木
- 永寿寺(臨済宗妙心寺派)　明治34年(1901年)3月に静岡県安倍郡矢部より移建。

下野
- 法界寺(臨済宗妙心寺派)
  - 下野庚申堂

付知町
- 宗敦寺(臨済宗妙心寺派)
- 寶心寺(高野山真言宗)

加子母
- 法禅寺(曹洞宗)

千旦林
- 大林寺(曹洞宗)
- 来遊寺(真宗大谷派)
- 蓮光寺(真宗誠照寺派)

茄子川
- 源長寺(曹洞宗)
- 羅漢教会(高野山真言宗)

阿木
- 長楽寺(天台宗)
- 萬嶽寺(曹洞宗)

飯沼
- 禅林寺(曹洞宗)
- 子安寺(天台宗)

## 名物・特産物
- 恵那栗

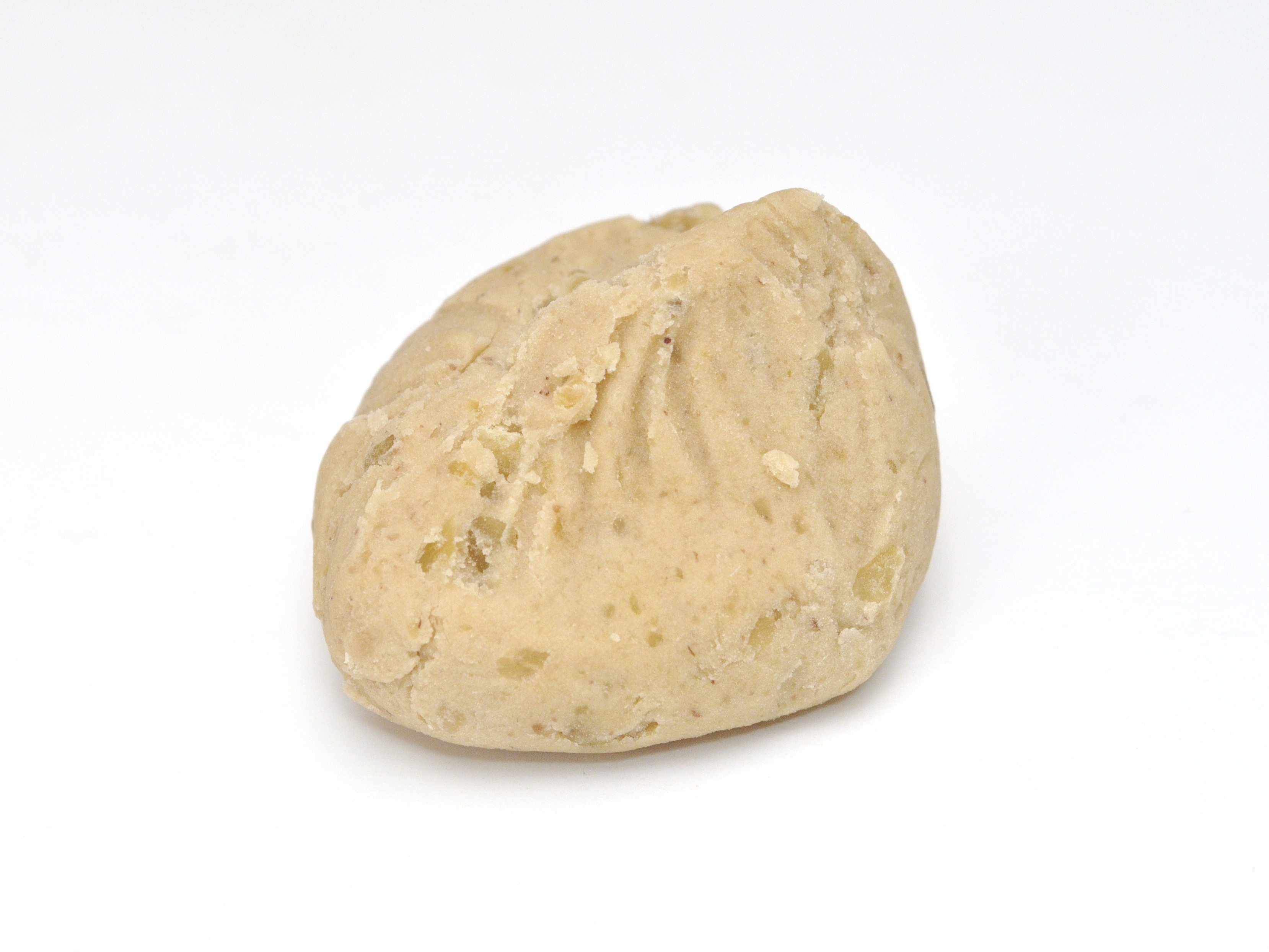
すやの栗きんとん

- 栗きんとん - 中津川市は栗きんとんの発祥地のひとつとされる。
- 恵那どり
- からすみ (菓子)
- 菊ごぼう
- しょう味噌
- 五平餅
- はちのこ
- 朴葉寿司
- 鶏ちゃん
- つぼ汁
- チコリー
- 恵那錆石
- チンワルド雲母 - 中津川市が日本の主な産地の一つ。
- 恵那曲物製品
- 東濃ひのき
  - 姫路城 - 「昭和の大修理」で当時の付知町の檜が用いられた。

## 工業団地
- 中津川中核工業団地

## 主要事業所
- ミツトヨ中津川工場
- 三菱電機中津川製作所
- 高峰楽器製作所
- サラダコスモ

## 著名な出身者
- 伊佐治好音（三重テレビ放送アナウンサー）、
- 市川笑三郎（三代目）（歌舞伎俳優、旧坂下町出身）
- 伊藤潤二（漫画家、旧坂下町出身）
- 恵那櫻徹（大相撲力士、旧坂下町出身）
- 垣内俊哉（実業家）
- 片田敏孝（防災研究者、旧加子母村出身）
- 可児徳（体育学者、旧苗木城下出身）[10][11]
- 草野満代（フリーアナウンサー、旧福岡町出身）
- 熊谷守一（画家）、旧付知町出身）
- 小林敏明（哲学者、旧苗木町出身）[12]
- 島崎藤村（小説家、信州馬籠宿出身）
- 末松安晴（通信工学者、東京工業大学学長、国立情報学研究所所長、文化勲章、文化功労者、旧坂下町出身）
- 杉原千畝（外交官、幼少期の一時期、旧中津川町で過ごした）
- 杉本達治（公選第19代福井県知事）
- すぎやまこういち（作曲家、青年時代、旧坂下町に疎開）
- 曽我信之（FUJI社長、日本ロボット工業会理事）
- 中嶋茜（ロンドンパラリンピック女子ゴールボール金メダル）
- 長島乙吉（鉱物研究者、旧苗木村出身）
- 長瀬富郎（明治時代の実業家、花王創業者、旧福岡町出身）
- 永冶美優紀（タレント）
- 西尾武喜（第26-28代名古屋市長、旧阿木村出身）
- 仁科鋭美（プロレスラー）
- 花田光（声優）
- 葉山夏樹（田辺三菱製薬社長、日本製薬工業協会副会長、旧木曽郡山口村出身）
- 原アンナ（タレント）
- 前田青邨（画家）
- 松原大祐（静岡第一テレビアナウンサー、熊本朝日放送アナウンサー、松原朋美の兄）
- 松原朋美（中京テレビアナウンサー、松原大祐の妹）
- 向井永浩（実業家）
- 山内太地（大学研究家）
- 山田元気（サッカー選手）
- 吉田喜昭（脚本家）

### 中津川市長
- 大山耕二（15-16代）
- 青山節児（17-18代）

### 名誉市民
- 前田青邨
- 間孔太郎 - 元中津町長、元岐阜県議会議員、元中津川市長（4-5代）
- 間四郎
- 末松安晴

## 中津川市を舞台とした作品
- 命〜天国のママへ〜（2013年、TBS系スペシャルドラマ）：加子母地区でロケが行われた。